# Vístula

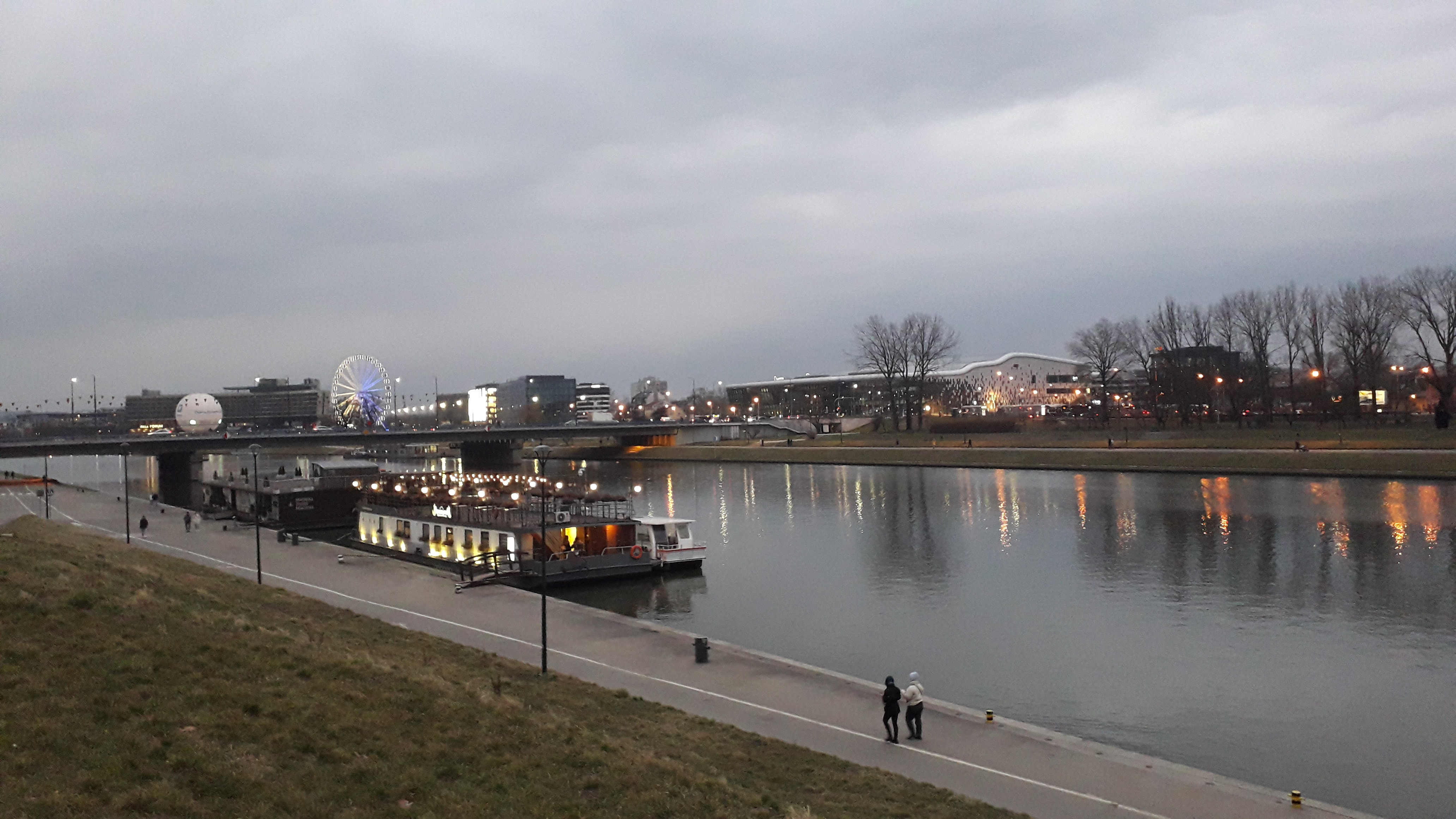
Rio Vistula. Cracovia. Marzo 2022

El Vístula (en polaco: Wisła, [ˈvʲiswa]ⓘ; en alemán: Weichsel) es uno de los ríos principales de la Europa oriental, el más largo de los que desembocan en el mar Báltico y el más importante de Polonia, por la que discurre íntegramente. Tiene una longitud de 1070 km —que lo convierten en el 24.º río más largo de Europa y en el 12.º de los primarios— y drena una gran cuenca de más de 194 424 km² —la 14.ª cuenca europea y la 2.ª del mar Báltico—: 168 699 km² corresponden a Polonia (aproximadamente dos tercios del territorio nacional) y el resto a Bielorrusia, Ucrania y Eslovaquia. El sistema  fluvial más largo de la cuenca corresponde al Vístula-Narew-Bug Occidental, con 1213 km. 
El Vístula nace en el suroeste del país a 1220 m de altitud, en la vertiente septentrional de los montes Cárpatos, y discurre primero en dirección norte, después este y, por último, oeste. Desemboca en el golfo de Gdansk, un entrante del Báltico, después de dividirse en dos ramales que dejan entre ellos un amplio delta.
Administrativamente, el río discurre por ocho de los dieciséis voivodatos de Polonia —Silesia, Pequeña Polonia, Santa Cruz, Subcarpacia, Łódź, Mazovia, Cuyavia y Pomerania y Pomerania— y ciudades más importantes en su curso son Cracovia, Sandomierz, Tarnobrzeg, Puławy, Varsovia, Płock, Włocławek, Toruń, Bydgoszcz, Grudziądz y Tczew; la ciudad portuaria de Gdansk se halla al oeste de su desembocadura. Tres de esas ciudades, Cracovia, Varsovia y Toruń, tienen sus cascos históricos declarados Patrimonio de la Humanidad (en 1978, 1980 y 1998 respectivamente).
Sus principales afluentes son los ríos Narew-Bug Occidental (796 km), San (433 km), Pilica (319 km), Wieprz (303 km), Drwęca (253 km), Dunajec (247 km), Brda (238 km) y Wda (210 km).
El río es navegable hasta la ciudad de Bydgoszcz (donde conecta con el canal de Bydgoszcz) y en su totalidad solamente para barcos de poco tonelaje. Está comunicado por medio de varios canales con la cuenca del río Óder (Odra). 
El río da nombre, en lo que respecta a Europa norcentral, a la última glaciación del Pleistoceno que terminó alrededor de 10000 a. C., la glaciación Vistuliana o glaciación Weichseliense.

## Etimología
El nombre Vístula fue recogido por primera vez por Plinio el Viejo en el año 77 a. C. en su Historia Natural. Utiliza Vistula (4.52, 4.89) con una variante masculina Vistillus (3.06). La raíz del nombre Vistula es indoeuropea *u̯eis-, 'supurar, fluir lentamente' (cf., sánscrito aveṣan, 'fluían', en nórdico antiguo veisa, ‘slime’) y se encuentra en muchos hidrónimos europeos (por ejemplo, Weser, Viesinta). Las terminaciones en diminutivo -ila, -ula, se utilizan en muchas lenguas indoeuropeas, incluyendo el latín (véase Úrsula).
Al escribir sobre el río Vístula y sus pueblos, Ptolomeo utiliza la grafía griega Ouistoula. Otras fuentes antiguas lo grafían Istula. Pomponio Mela se refiere al Visula (De chorographia libri tres, libro 3, ad 44) y Amiano Marcelino al Bisula (libro 22), ambos nombres sin la -t-. Jordanes (Getica 5 y 17) utiliza Viscla mientras que el poema anglosajón Widsith se refiere al río como el Wistla. El cronista polaco del siglo XII Wincenty Kadłubek latiniza el hidrónimo como Vandalus, una forma presumiblemente influenciada por la lituana vanduõ, 'agua', mientras que Jan Długosz, en su Annales seu cronicae incliti regni Poloniae, llama al Vístula Alba aqua ('aguas blancas'), tal vez refiriéndose al Pequeño Vístula Blanco (Biała Wisełka): «a nationibus orientalibus Polonis vicinis, ob aquae candorem Alba aqua ... nominatur».
Durante la época romana, el Báltico era conocido como el Mare Suebicum, por la tribu germana de los suevos, que aparentemente se originaron en la región del Oder. El nombre se cree que provendría del proto-germánico *swēbaz, basada a su vez en la raíz proto-germánica *swē-, que significa 'el propio pueblo', en la tercera persona pronombre reflexivo a partir de una raíz proto-indoeuropea *swe-.

## Relevancia histórica

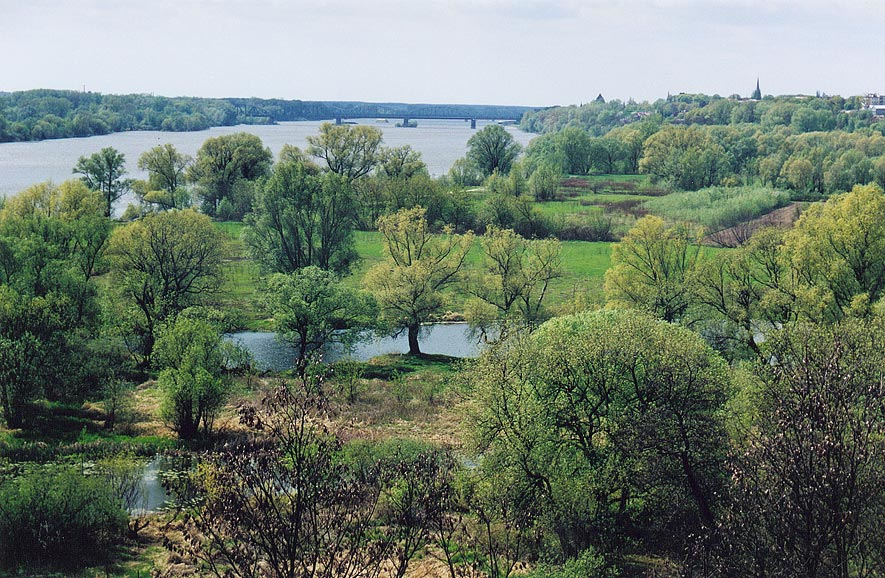
El valle del Vistula al este (aguas arriba) de Toruń.

Muchas partes de la cuenca del Vístula ya estaban ocupadas en la Edad de Hierro, en el I milenio d. C., por las culturas cultura lusaciana y Przeworsk. El análisis genético indica que ha habido una continuidad genética ininterrumpida de los habitantes del área en los últimos 3500 años. Los autores romanos del siglo I d. C.. llamaban Germania Magna a la zona de la cuenca del Vístula, junto con las tierras de los ríos Rin, Danubio, Elba y Oder. Esto no implica que esos habitantes fuesen «germánicos» en el sentido moderno del término. Tácito, al describir a los vénetos, bastarnos (peucini) y fenos, escribió que no estaba seguro de si debía llamarlos germanos, ya que tenían asentamientos y luchaban a pie, o más bien sármatas, ya que tenían algunas costumbres similares a ellos. Tolomeo, en el siglo II d. C., afirmó que el Vístula era la frontera entre la Germania y la Sarmatia.

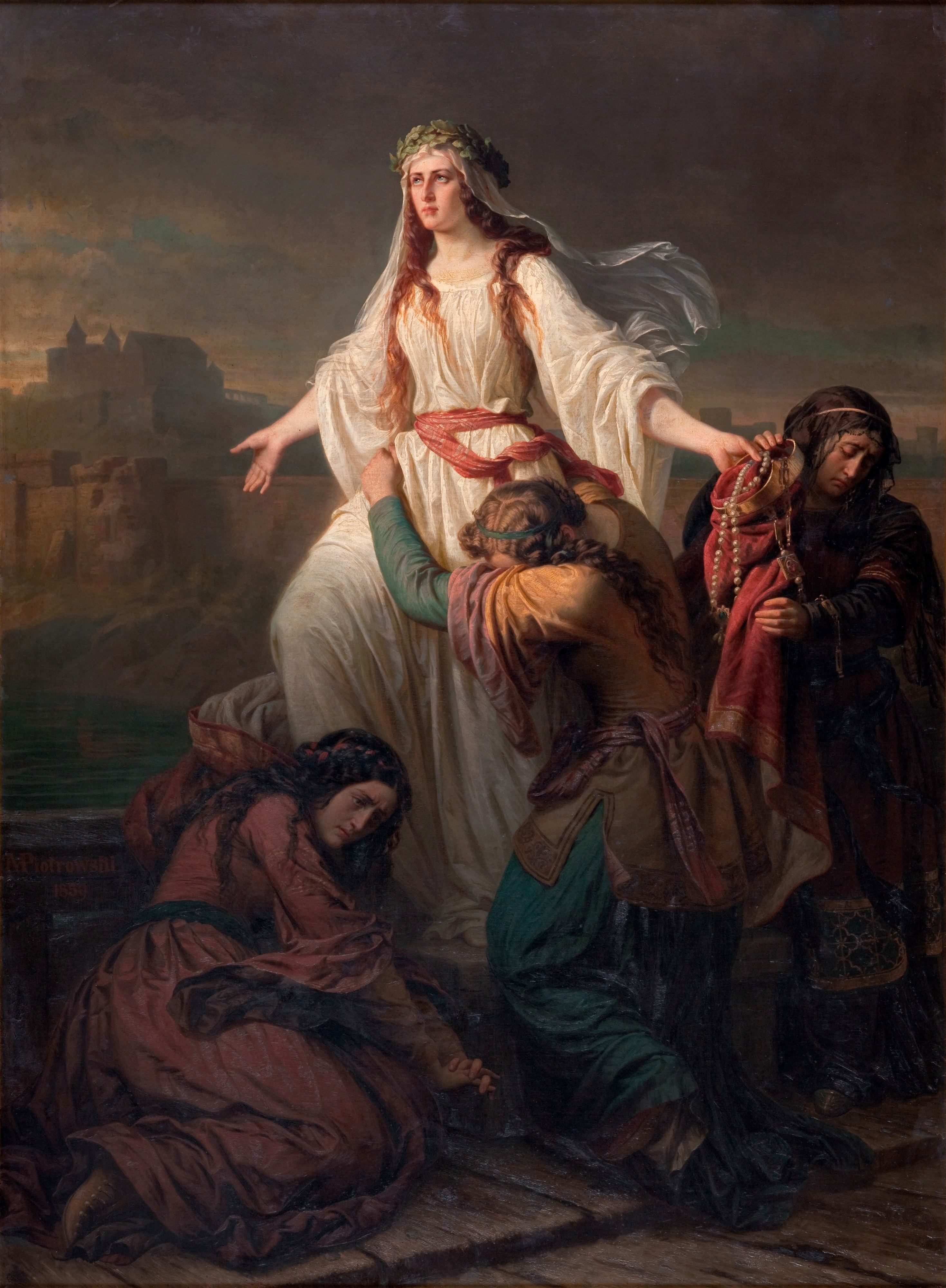
Muerte de la princesa Wanda, de Maksymilian Piotrowski, 1859.

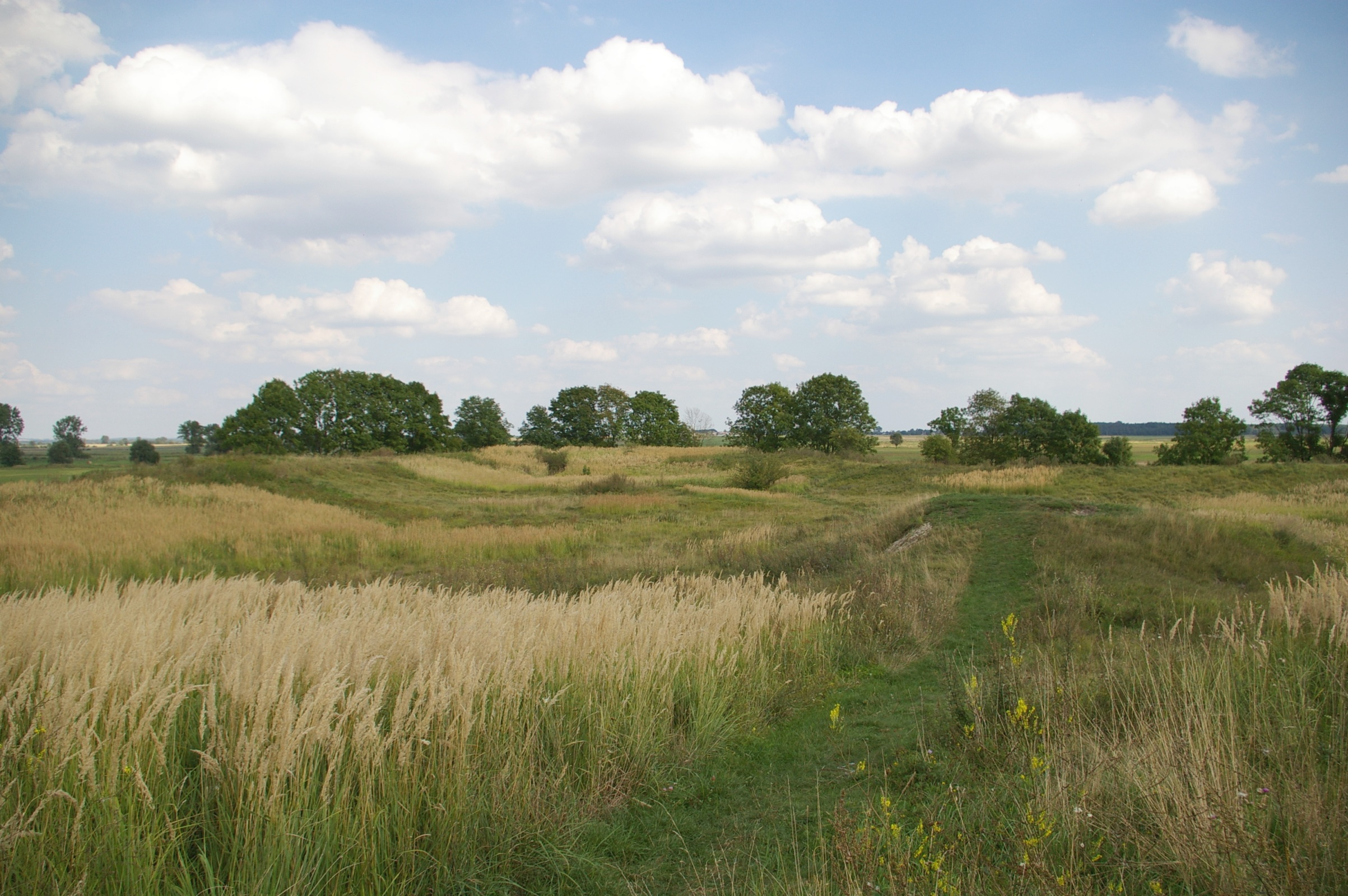
Una fortaleza vistulana en Wiślica estuvo una vez aquí.

La del mar Báltico-Vístula-Dnieper-mar Negro, con sus ríos, fue una de las rutas comerciales más antiguas; se la conocía como ruta del ámbar, en la que se negociaban el ámbar y otros bienes desde el norte de Europa hasta Grecia, Asia, Egipto y otros lugares. Más adelante, el Vístula fue utilizado para conectar con el río Dnieper, y desde allí con el mar Negro, a través del canal Augustów (1823-1839), una maravilla tecnológica con numerosas esclusas que contribuyen a su atractivo estético. Fue la primera vía fluvial en Europa Central que proporcionó un enlace directo entre dos grandes ríos, el Vístula y el Niemen. Estaba conectado con el mar Negro, al sur, por el canal Oginski, el río Dnieper, el canal de Berezina y el río Dvina Occidental.
Los primeros eslavos se asentaron en el estuario del Vístula en los siglos VII y VIII. Basándose en los hallazgos arqueológicos y en investigaciones lingüísticas, se ha postulado que esos colonos debieron de migrar hacia el norte siguiendo el curso del Vístula. Sin embargo, esto contradice otra hipótesis apoyada por algunos investigadores que sostiene que fueron los veletos quienes se mudaron hacia el oeste desde el delta del Vístula.
Un buen número de tribus polacas eslavas occidentales formaron pequeños dominios ya en el siglo VIII, algunas de las cuales se unieron más tarde formando otros grupos tribales mayores. Entre las tribus que figuran en el documento del siglo IX del Geógrafo bávaro estaban los vistulanos (Wiślanie), que habitaban el sur de Polonia. Cracovia y Wiślica eran sus centros principales.
Muchas leyendas polacas están relacionadas con el Vístula y con los inicios del Estado polaco. Una de las más perdurables es acerca de la princesa Wanda co nie chciała Niemca (que rechazó al germano). Según la variante más difundida, popularizada por el historiador del siglo XV Jan Długosz, Wanda, hija del rey Krakus, se convirtió en reina de los polacos tras la muerte de su padre. Se negó a casarse con Rytigier (Rüdiger), un príncipe germano, quien se ofendió e invadió Polonia, pero fue rechazado. Wanda decidió suicidarse ahogándose en el río Vístula para asegurarse de que no volvería a invadir su país de nuevo.

### Principal arteria comercial

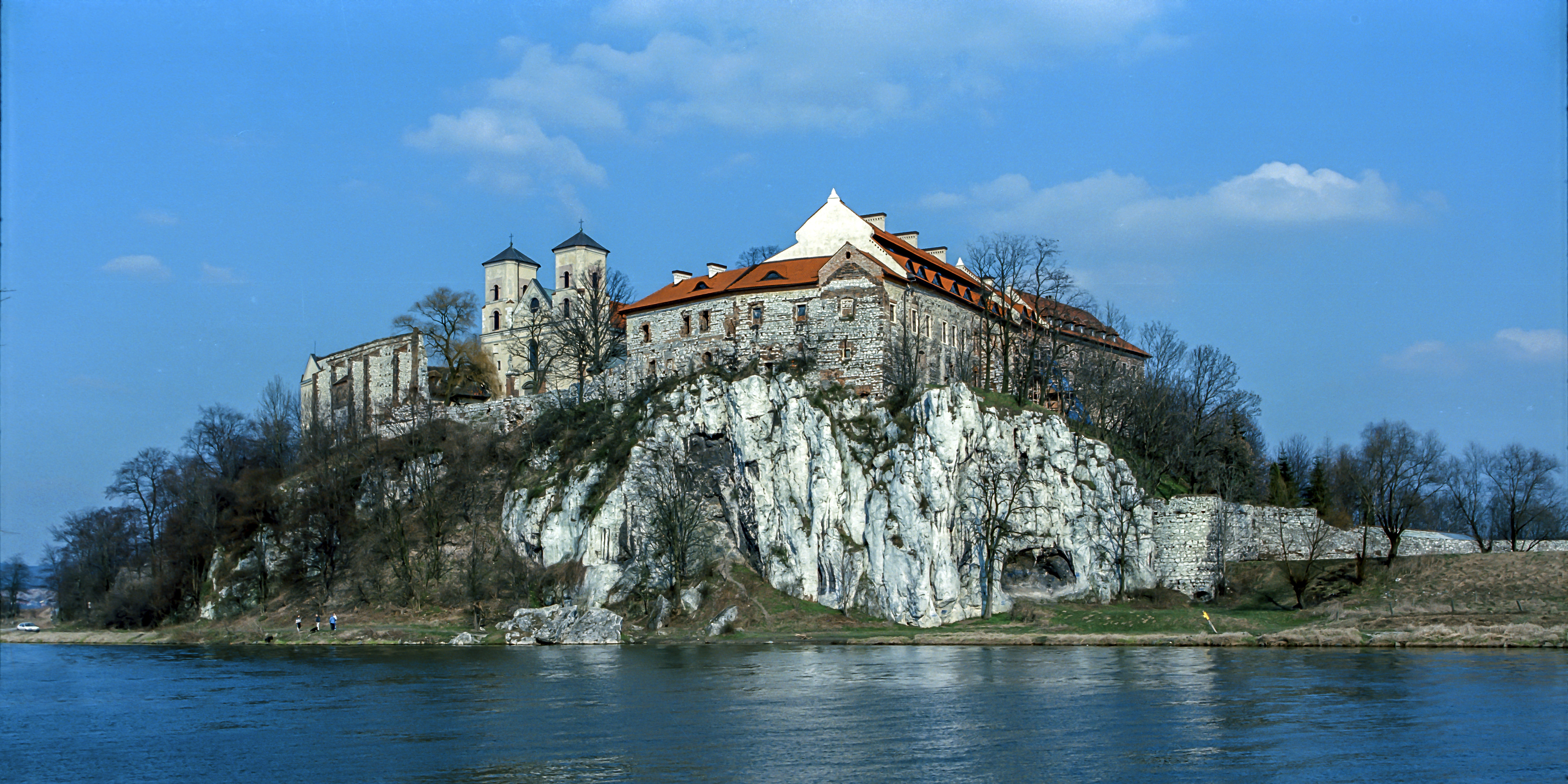
Abadía benedictina del siglo en Tyniec, dominando el Vístula.

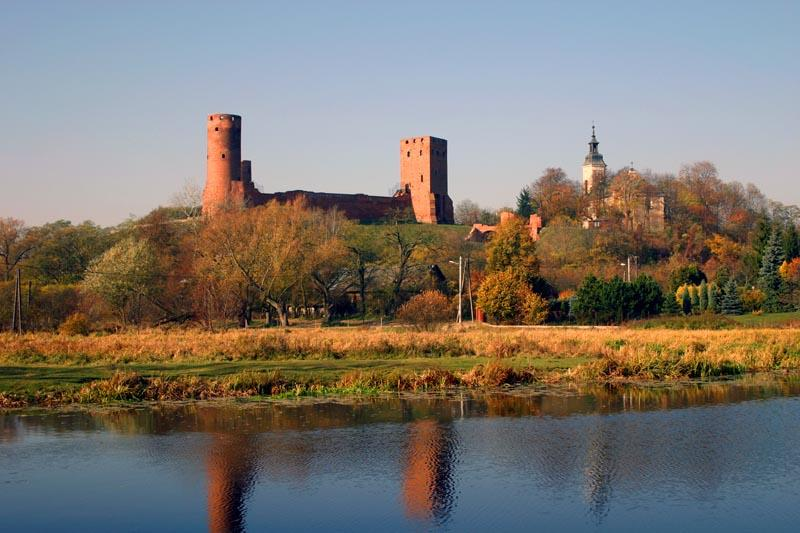
El Vístula cerca del castillo de los duques de Mazovia en Czersk.

Durante cientos de años, el río fue una de las principales arterias comerciales de Polonia, y por ello los castillos que bordeaban sus orillas eran posesiones muy estimadas. Sal, madera, grano y piedra para la construcción de edificios fueron algunos de los bienes enviados a través de esa ruta entre los siglos X al XIII.
En el siglo XIV, el Vístula inferior ya estaba controlado por la Orden Teutónica, invitada en 1226 por Conrado I de Mazovia para ayudar a luchar contra los prusianos paganos que se encontraban en la frontera de sus tierras. En 1308, los caballeros teutónicos se apoderaron del castillo de Malbork en  Gdańsk y asesinaron a su población, un suceso conocido como la masacre de Gdansk. La Orden había heredado Gniew de Sambor II, consiguiendo así un punto de apoyo en la margen izquierda del Vístula. Muchos graneros y almacenes fueron construidos en el siglo XIV en las orillas del Vístula. En el siglo XV, la ciudad de Gdansk tuvo gran importancia en la zona del Báltico como centro de mercaderes y comerciantes y como puerto. Mientras que en ese momento las tierras circundantes estaban habitadas por pomeranios, Gdansk se convirtió pronto en un punto de partida para la colonización alemana del país vistulano, en gran parte en barbecho.
Hasta el apogeo del comercio, que se alcanzó en 1618, este se había multiplicado por veinte desde 1491. El tonelaje del grano transportado por el río en años clave lo demuestra: en 1491, 14 000 T; en 1537, 230 000 T; en 1563, 1 500 000 T; en 1618, 3 100 000 T.

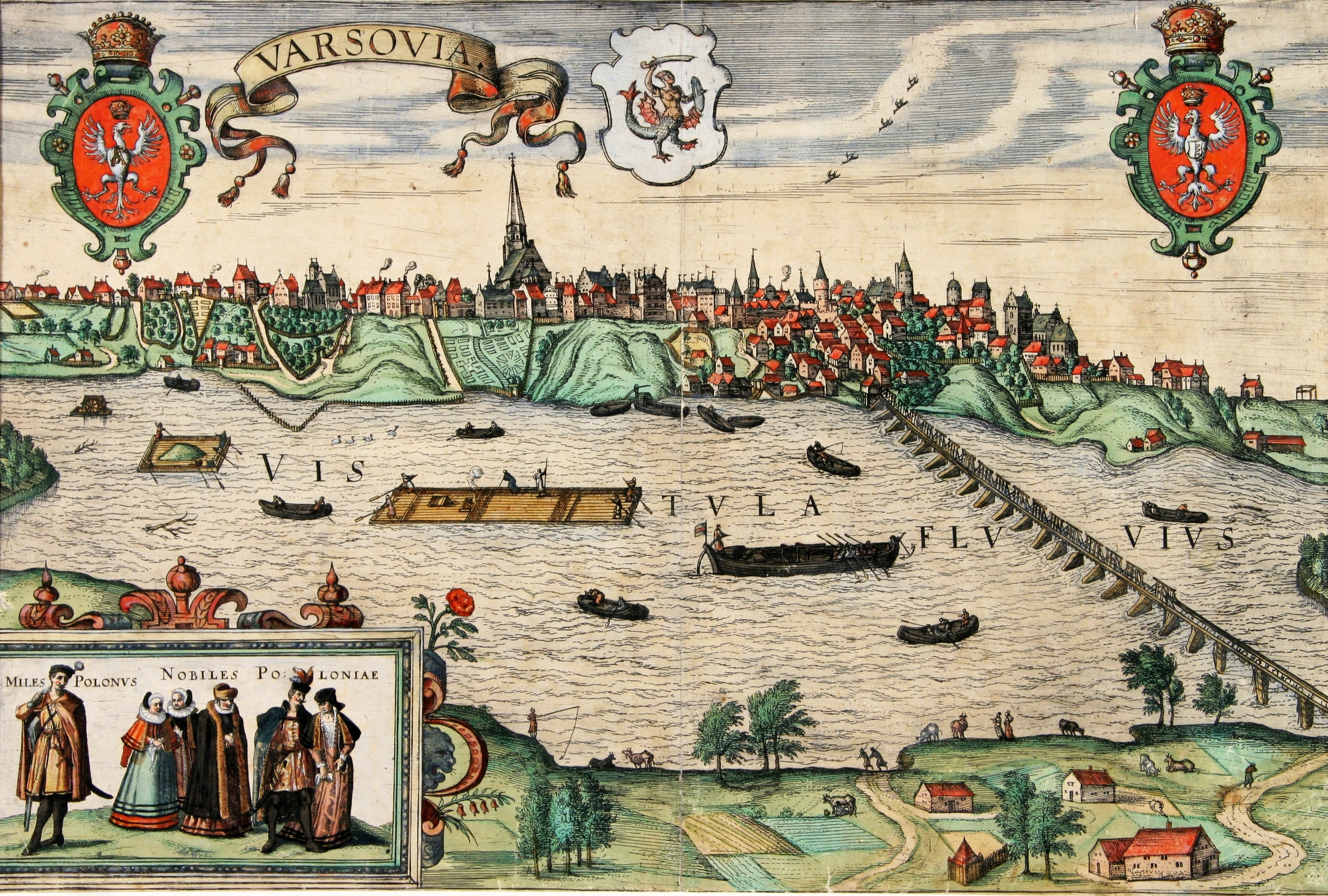
El Vístula en Varsovia cerca del final del siglo XVI. El lado derecho muestra el puente Segismundo Augusto construido en 1568-1573 por Erazm Cziotko (c. 500 m de largo).

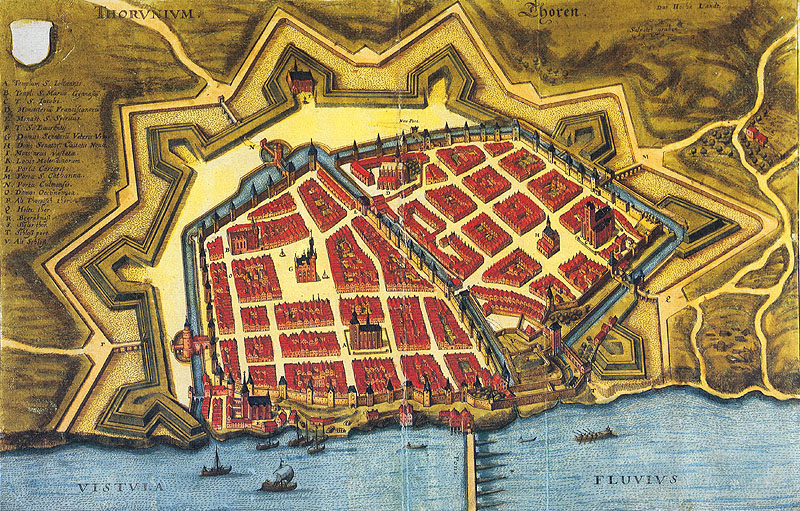
El Vístula (Vistvla fluvivs) en Toruń en 1641.

En el siglo XVI la mayor parte del grano exportado por Polonia ya salía a través de Gdańsk que, debido a su ubicación como punto terminal del Vístula y sus afluentes navegables, y a su posición como puerto comercial en el Báltico, se convirtió en la ciudad polaca más rica, más desarrollada (era con mucho el mayor centro de artesanía y manufactura) y más autónoma. Otras ciudades se vieron afectadas negativamente por el casi monopolio que Gdansk ejercía sobre el comercio exterior. Durante el reinado de Esteban I Báthory, Polonia tenía dos de los principales puertos del Báltico: Gdansk, que controlaba el comercio fluvial del Vístula, y Riga, que hacía lo propio con el que discurría por el Dviná Occidental. Aún hoy ambas ciudades se encuentran entre las más grandes de la región. Alrededor del 70 % de las exportaciones de Gdańsk eran de grano. Este fue también el mayor producto exportado por la Mancomunidad de Polonia-Lituania. El volumen de cereal comercializado puede considerarse un buen indicador y buena medida del crecimiento económico de la Comunidad.

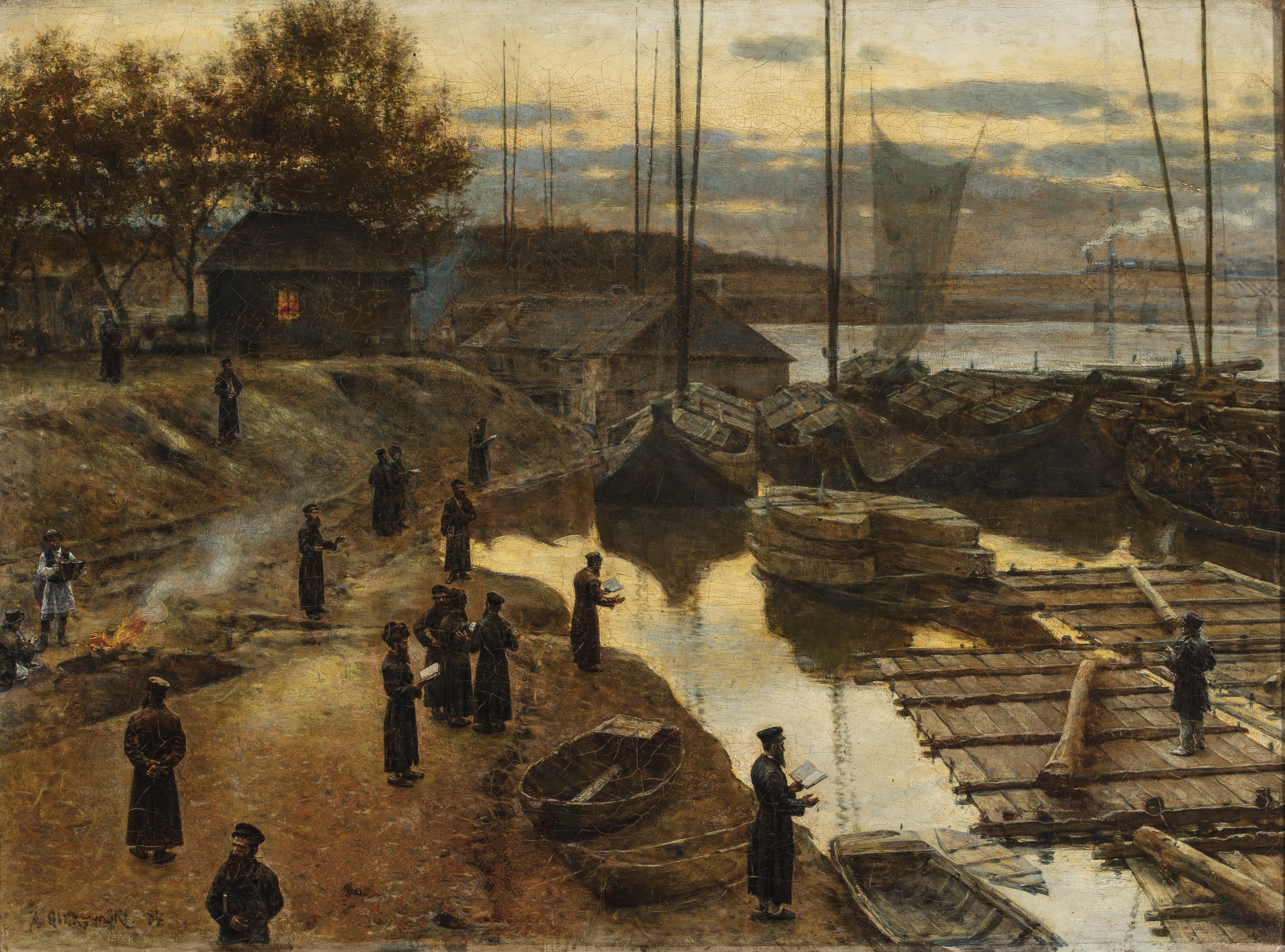
Fiesta de las trompetas (Święto trąbek), la fiesta judía en las orillas del Vístula, Aleksander Gierymski, 1884.

El propietario de un folwark —un tipo de granja explotada por señores y por la Iglesia— firmaba generalmente un contrato con los comerciantes de Gdansk, que controlaban el 80 % de ese comercio interior, para enviar el grano hacia el norte a ese puerto del Báltico. Muchos ríos de la Comunidad se utilizaron para los embarques, incluyendo el Vístula. El río tenía una infraestructura relativamente bien desarrollada, con puertos fluviales y graneros. La mayoría de los envíos fluviales viajaban en dirección norte, ya que hacia el sur el transporte era menos rentable, de modo que muchas veces hasta las barcazas y balsas eran vendidas en Gdansk para ser desguazadas como madera.
Los Estados alemanes consiguieron el control total de la región entre 1795 y 1812 (ver: Particiones de Polonia), así como durante las guerras mundiales, en 1914-1918 y 1939-1945.
De 1867 a 1917, el gobierno zarista ruso llamó al reino de Polonia el País del Vístula después del colapso del levantamiento de Enero (1863 a 1865). Casi el 75 % del territorio del interbellum de Polonia drenaba hacia el norte en el mar Báltico por el Vístula (la cuenca de drenaje del río Vístula dentro de los límites de la Segunda República Polaca era de 180 300 km²), el Niemen (51 600 km²), el Oder (46 700 km²) y el Daugava (10 400 km²). 
En 1889–1895 , con el fin de detener las inundaciones recurrentes en la parte del Vístula inferior, el gobierno de Prusia construyó un canal artificial de alrededor de 12 km localizado al este de Gdansk (en alemán: Danzig) —conocido como el Corte Vístula (en alemán: Weichseldurchstich; en polaco: Przekop Wisły)— que actuó como una gran esclusa, que desviaba gran parte del caudal del Vistula directamente al Báltico. Como resultado, el cauce histórico del Vístula a través de Gdańsk perdió gran parte de su caudal, y pasó a ser conocido desde ese momento como el Vístula Muerto (en alemán: Tote Weichsel; en polaco: Martwa Wisła). 
En 1920 la guerra polaco-soviética la decisiva batalla de Varsovia (referida a veces como el Milagro en el Vístula), se libró cuando las fuerzas del Ejército Rojo comandadas por Mijaíl Tujachevski se acercaron a la capital polaca de Varsovia y la cercana fortaleza de Modlin situada en la boca del Vístula.

### Segunda Guerra Mundial

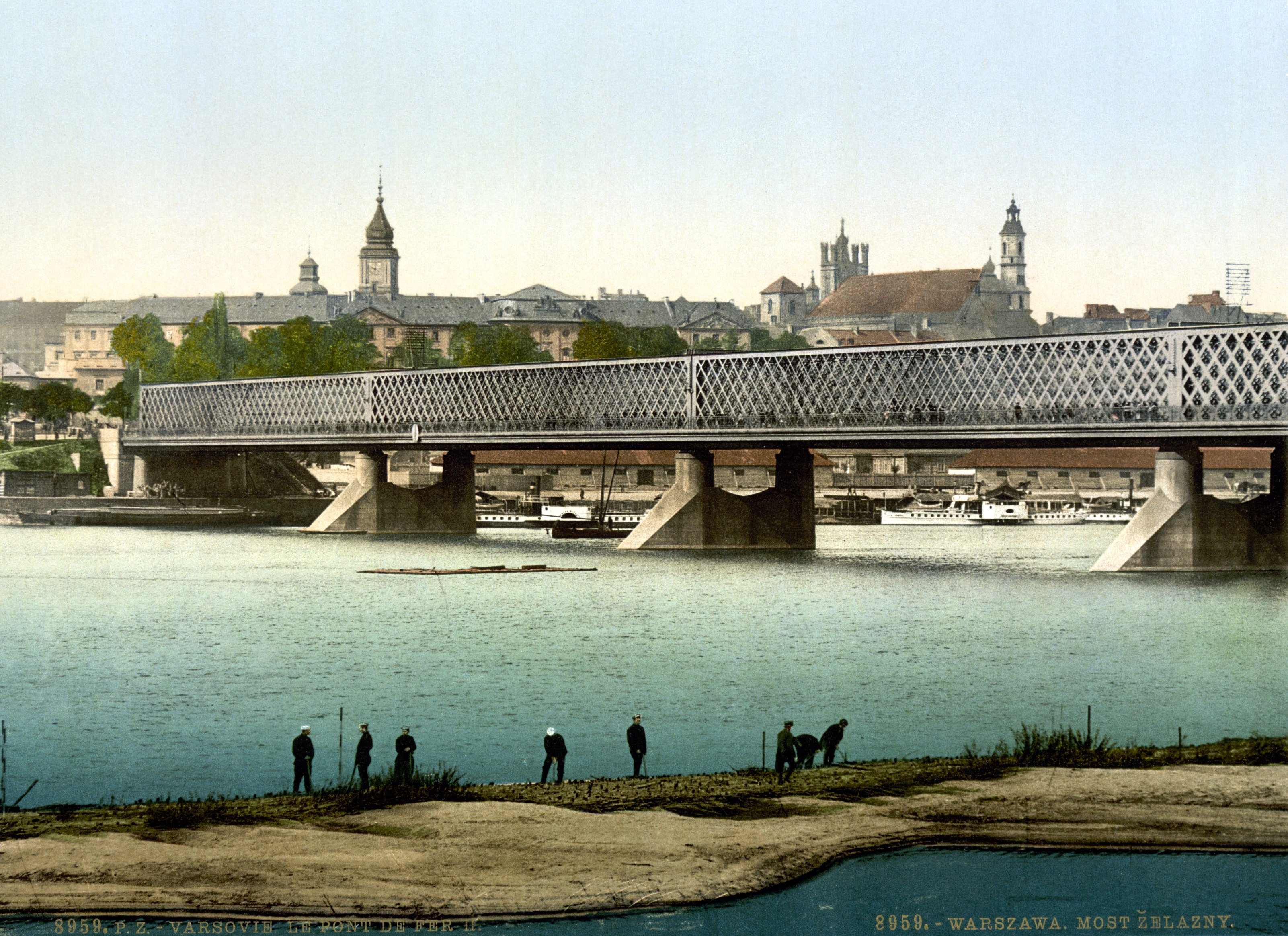
Puente de hierro sobre el río Vístula en Varsovia (c. 1900). Este puente en celosía fue construido por Stanisław Kierbedź in 1850-1864. Fue destruido por los alemanes en 1944.

La campaña polaca de septiembre incluyó algunas batallas por el control de la desembocadura del Vístula, y de la ciudad de Gdansk, muy cerca del delta del río. Durante la invasión alemana de Polonia de 1939, después de las batallas iniciales en Pomerelia, los restos del ejército polaco de Pomerania se retiraron a la orilla meridional del río Vístula. Después de defender la ciudad de Toruń durante varios días, el ejército se retiró hacia el sur bajo la presión de la tensa situación estratégica general, y tomó parte en la principal batalla de Bzura.
El complejo de campos de concentración de Auschwitz se encuentra a orillas del Vístula, en la confluencia del Vístula y del río Solá. Las cenizas de las víctimas asesinadas en Auschwitz fueron arrojadas al río. También durante la Segunda Guerra Mundial algunos prisioneros de guerra del campamento de prisioneros nazi de Stalag XX-B eran asignados para cortar bloques de hielo del Vístula, que luego eran transportados en camiones hasta las cervecerías locales.
El 1944 se planeó el levantamiento de Varsovia con la expectativa de que las fuerzas soviéticas, que habían llegado en el curso de su ofensiva y esperaban en el otro lado del Vístula, ayudarían en la batalla por Varsovia. Sin embargo, los soviéticos decepcionaron a los polacos deteniendo su avance en el Vístula y tratando a los insurgentes como criminales en sus emisiones de radio. A principios de 1945, el Ejército Rojo cruzó finalmente el Vístula y empujó a la Wehrmacht alemana en la ofensiva Vístula-Oder más allá del río Oder, ya en Alemania.

## Geografía

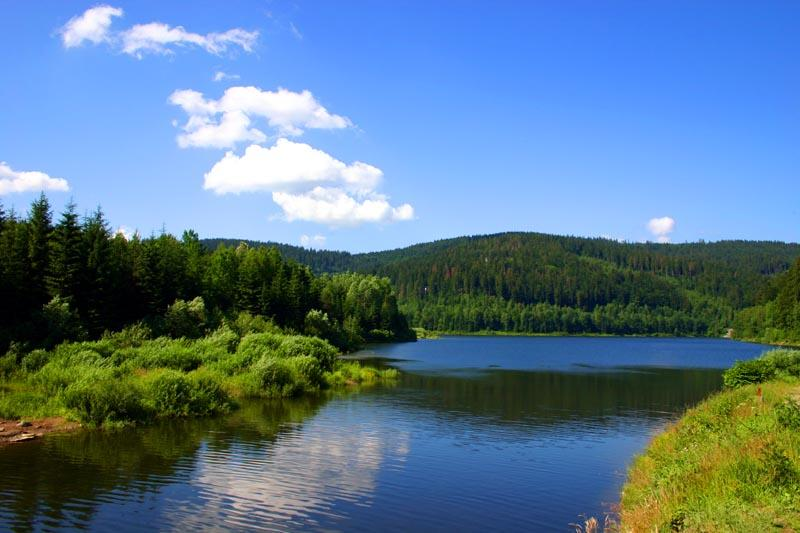
El Vistula al sur de Polonia con Beskids silesios al fondo

El Vístula drena una amplia cuenca de 194 424 km² (en Polonia 168 700 km²); su altitud media es de unos 270 m sobre el nivel del mar. Además, la mayor parte de su cuenca (55 %) se encuentra a una altitud de 100 a 200 m sobre el nivel del mar; más de 3/4 de la cuenca del río varía entre 100−300 m de altitud. El punto más alto de la cuenca del río se encuentra a 2655 m (pico Gerlach, en las montañas de Tatra).
Una de las características de la cuenca del Vístula es su asimetría, causado en gran medida por inclinación de las Tierras Bajas de Europa Central hacia el norte-oeste —que provocó la dirección del flujo de las aguas glaciales— así como por una considerable predisposición de su base más vieja. La asimetría de la cuenca,(margen derecha respecto a la izquierda, es del 73 a 27 %.
El curso del Vístula se considera dividido, hidrográficamente, en tres tramos:
- el Vístula Alto o superior, desde su nacimiento hasta la ciudad de Sandomir.
- el Vístula Medio o central, que va desde Sandomierz hasta la confluencia con el Narew-Bug Occidental.
- y el Vístula Bajo o inferior, desde la boca de Narew hasta la desembocadura del propio delta del Vístula en el Báltico.

### Curso superior

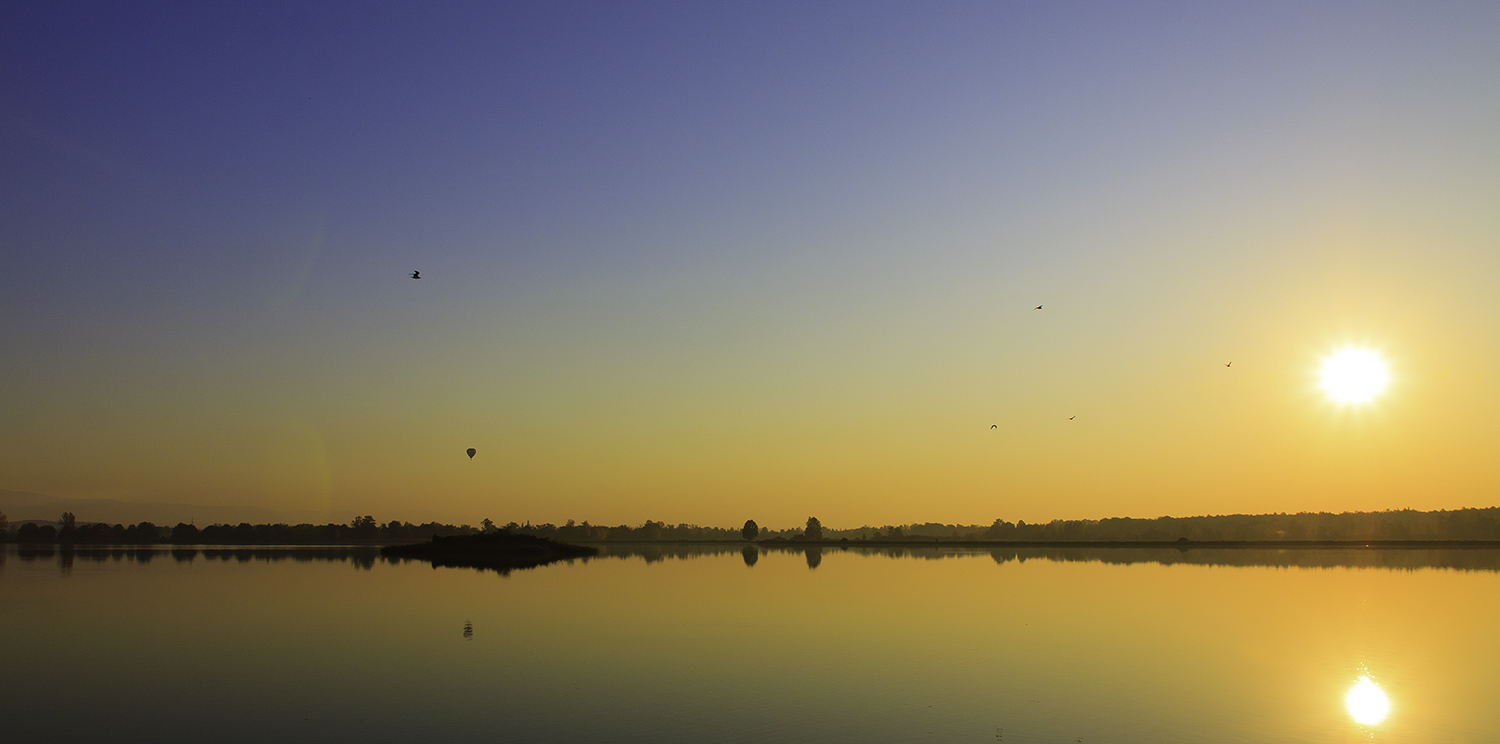
Atardecer en el embalse de Goczałkowice

En su parte alta el Vístula se encamina hacia el noroeste, recibiendo pronto, por la derecha, al corto río Malinka, antes de llegar a la pequeña ciudad de Wisła (Vístula en polaco) (que tenía 11 450 hab. en 2011). Luego llega a la ciudad de Ustroń (15 415 hab.), donde se vuelve más hacia el norte. Tras recibir por la derecha al corto Brennica, llega a la ciudad de Skoczów (25 648 hab.). Continua el Vístula su avance hacia el norte hasta llegar a la pequeña localidad de Strumień, pasada la cual se vuelve hacia el este, justo antes de alcanzar la cola del embalse de Goczałkowice —construido en 1950-1956 con un área embalsada de 32 km²— cuyo fin, además de regular y prevenir inundaciones, era suministrar agua a la región industrial de Alta Silesia. Pasada la presa, que tiene 2980 m en coronación, el río llega a la localidad que da nombre al embalse, Goczałkowice-Zdrój (6689 hab.) y, al otro lado, frente a Czechowice-Dziedzice (35 498 hab.). Sigue después el Vístula su discurrir aguas abajo pasando por las pequeñas ciudades de Jawiszowice (6794 hab.) y Brzeszcze (11 691 hab.).

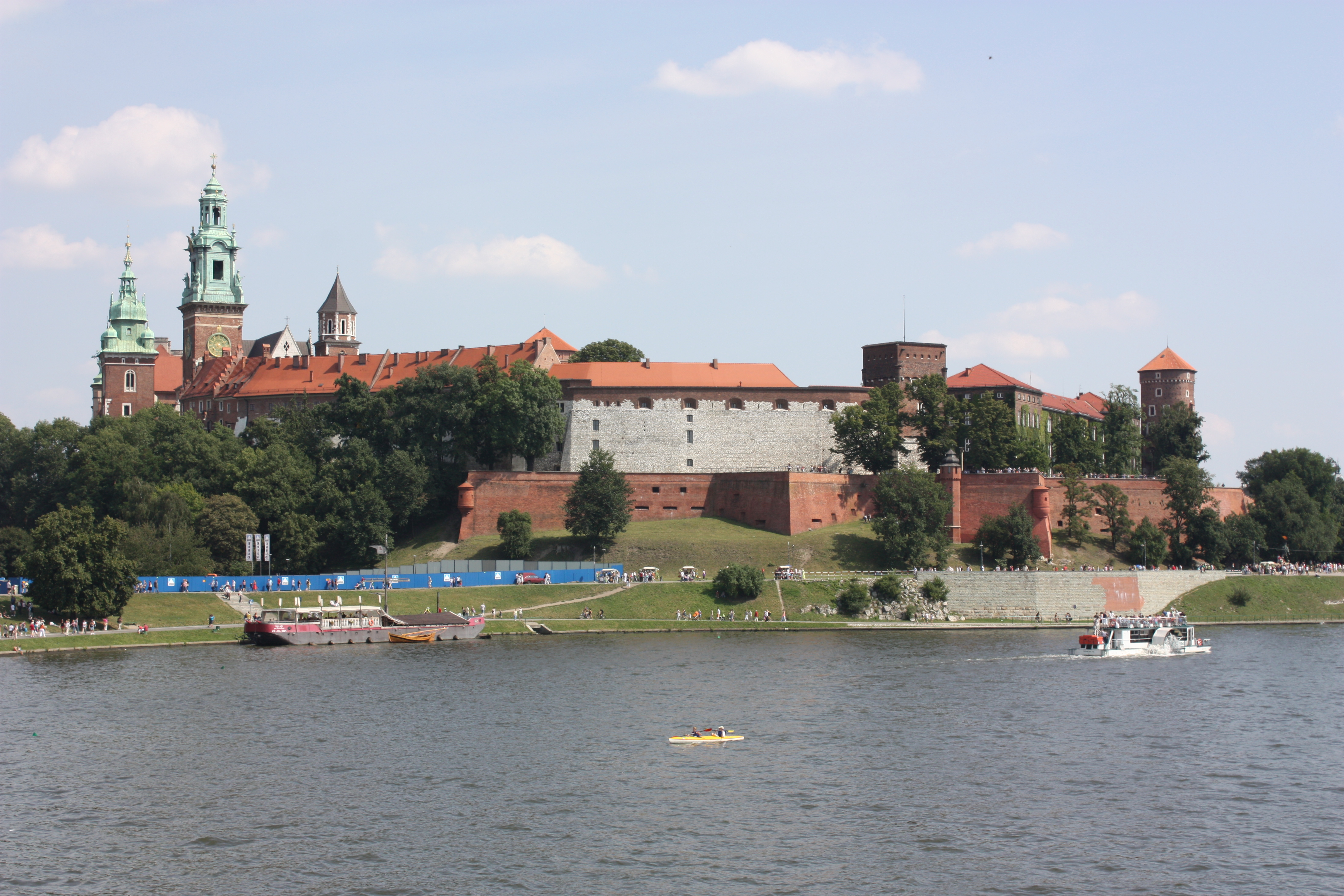
El castillo de Wawel, uno de los lugares nacionales de Polonia.

Al poco el río pasa a ser el límite provincial entre el voivodato de Pequeña Polonia (SO) y el de Silesia (NE), en un tramo de orientación general NO con muchos y cortos meandros, propios de un río de llanura. En esta parte alta, el valle del río está salpicado por pequeñas lagunas de inundación, que el río ha ido abandonando a ambos lados de su curso en las épocas de crecida. Aborda luego al Vístula, por la margen izquierda y llegando desde el norte, el pequeño río Przemsza (28 km); a partir de ahí el la corriente se adentra en el voivodato de la Pequeña Polonia. Llega enseguida a la pequeña localidad de Broszkowice (595 hab.), donde recibe, por la derecha y llegando desde el sur, al río Soła (80 km), muy cerca de la ciudad de Oświęcim (Auschwitz), (41 287 hab.), tristemente famosa por albergar el campo nazi.
Sigue su avance el Vístula hacia el este y en Smolice (651 hab.) recibe por la derecha al pequeño Skawa. Luego, tras pasar por Łączany (1589 hab.), y recibir por la derecha al corto Skawinka (34 km), el río atraviesa el área protegida del parque paísajistico Bielany-Tyniec, un parque suburbano establecido en 1981 con una superficie de 65,02 km²). Luego el Vístula entra por el suroeste en la ciudad más importante de su curso alto, Cracovia (757 430 hab.). En Cracovia bordea la colina Wawel donde está el castillo de Wawel, que constituye el lugar histórico y cultural más importante de Polonia: fue durante siglos la residencia de los reyes polacos y símbolo del estado.

Puentes en Cracovia
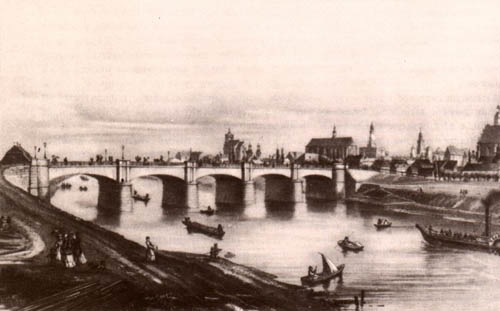
Antiguo puente de 1850
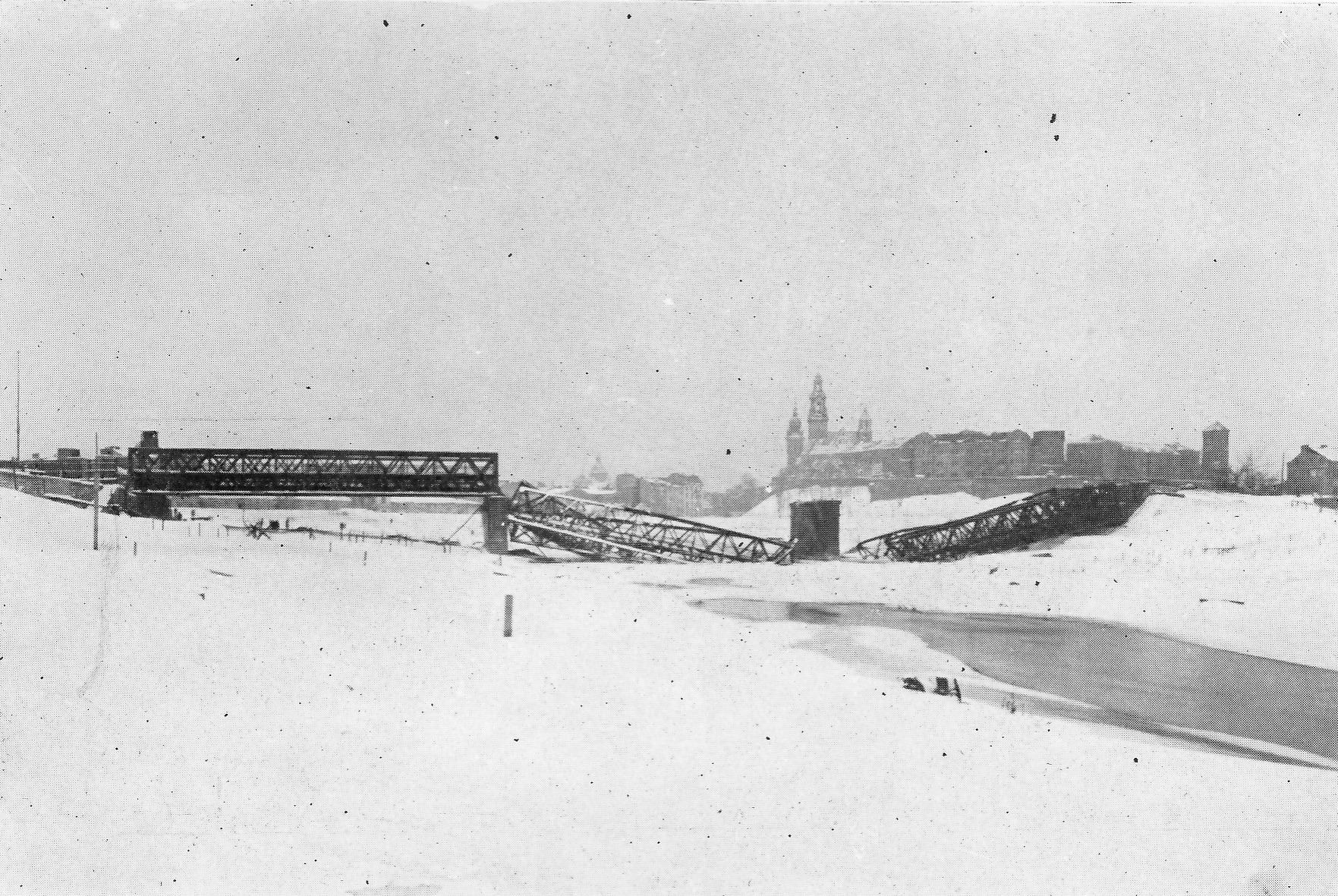
El Vístula helado y el puente Dębnicki volado por los alemanes en la II Guerra Mundial
Puentes en Cracovia
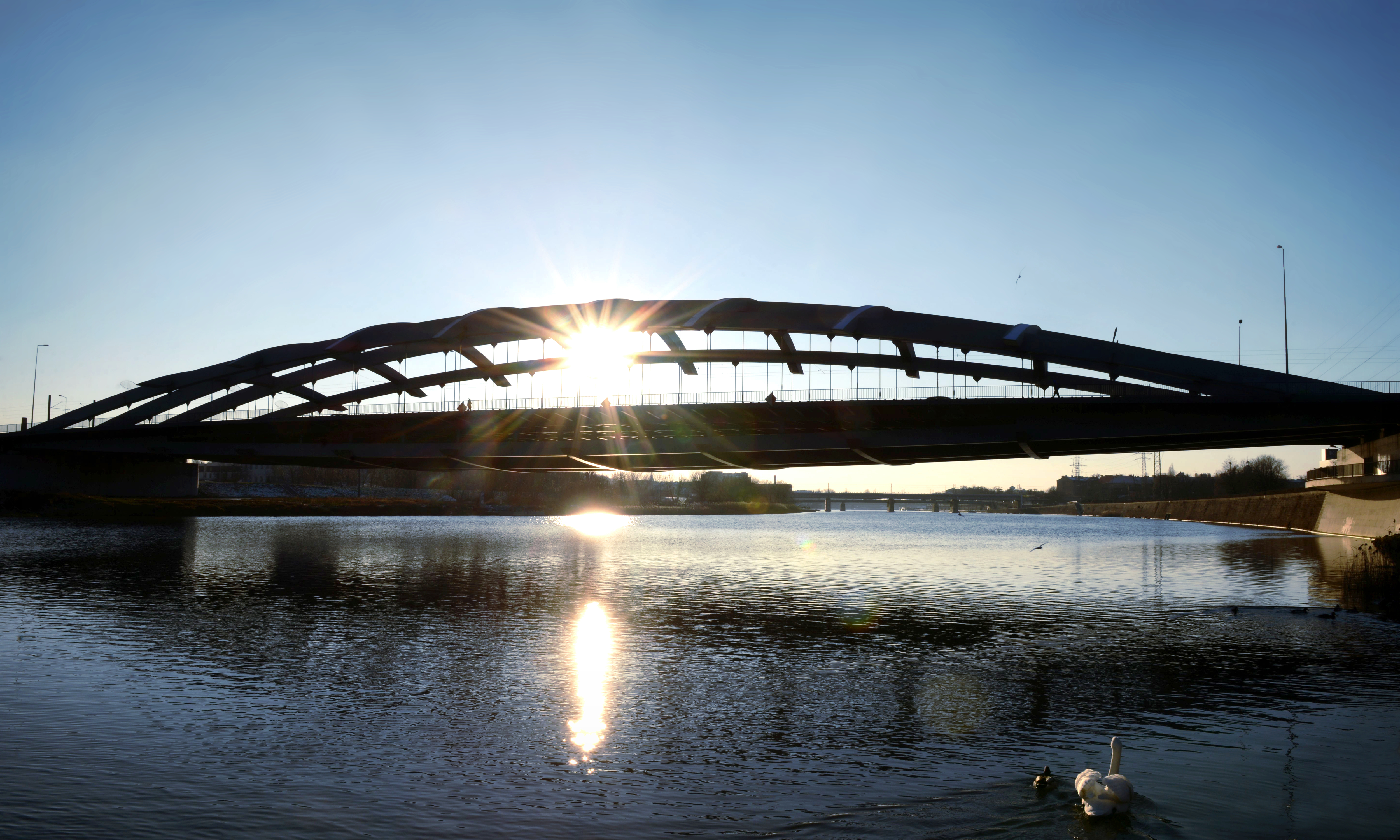
Puente Most Kotlarski Mostostal
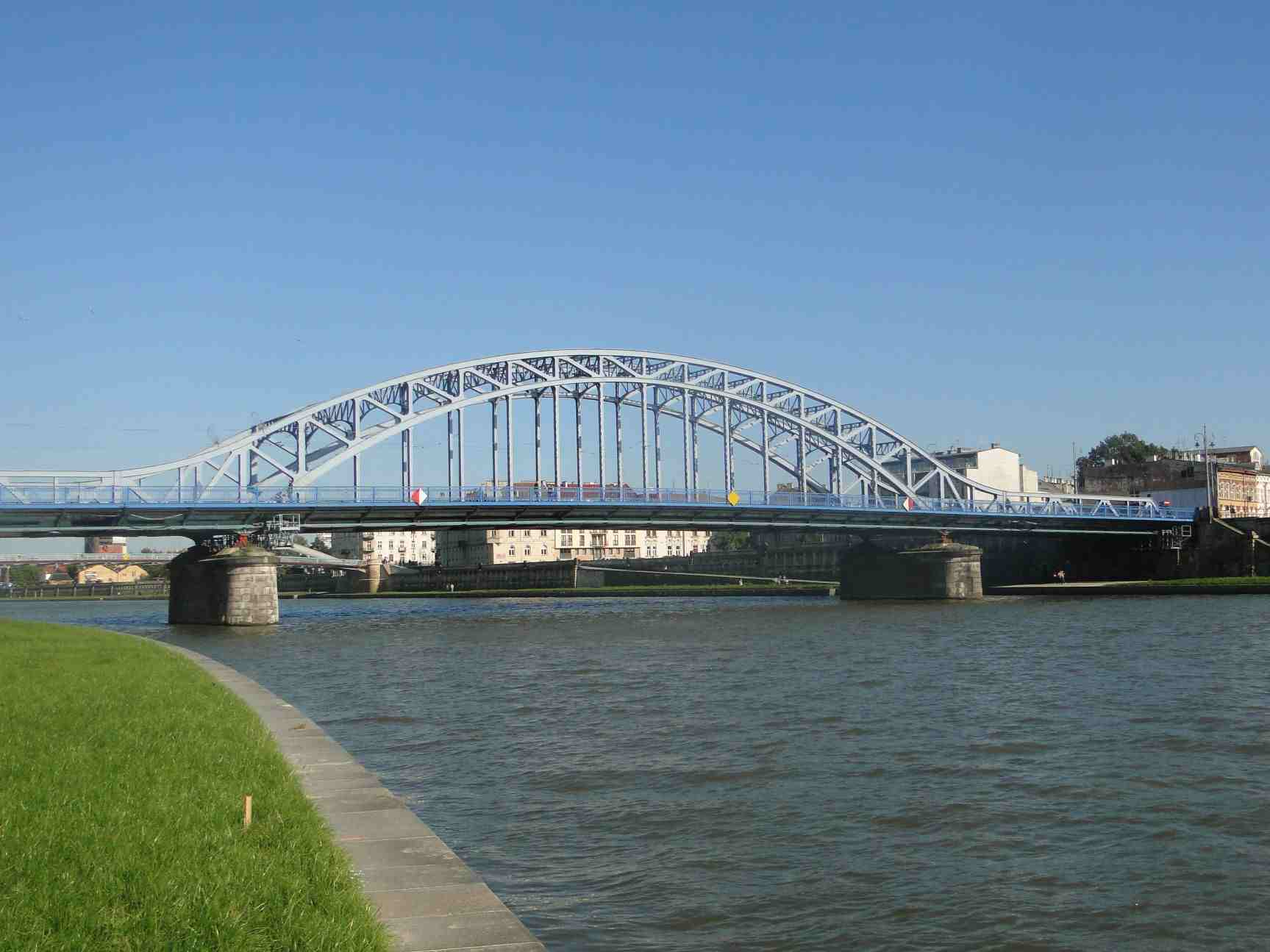
Puente Pilsudski

Luego el Vístula continúa en dirección este alcanzado la pequeña ciudad de Niepołomice (14 700 hab.) y, tras recibir por la margen derecha al río Raba (132 km) y pasar frente a Wola Rogowska (499 hab.), recibe, también por la derecha, al largo río Dunajec (247 km). Tras abordarle luego, por la izquierda, el río Nida (151 km), sigue por la pequeña localidad de Szczucin (4166 hab.). Recibe después al corto río Breń por la derecha (52 km), y después por la izquierda al Wschodnia (48,5 km) y nuevamente por la derecha al río Wisłoka (164 km). Alcanza el Vístula después la ciudad de Tarnobrzeg (50 008 hab.) y enseguida llega a la ciudad de Sandomierz (25 300 hab.). Nada más dejar atrás la ciudad, la corriente de agua  pasa a ser de nuevo límite administrativo, esta vez entre los voivodatos de Santa Cruz (NO) y Subcarpacia (E). Recibe al poco, por la derecha, al río San (433 km), en una confluencia donde se considera habitualmente da comienzo el curso medio o central. Los últimos 120 km del San son también navegables.

### Curso medio

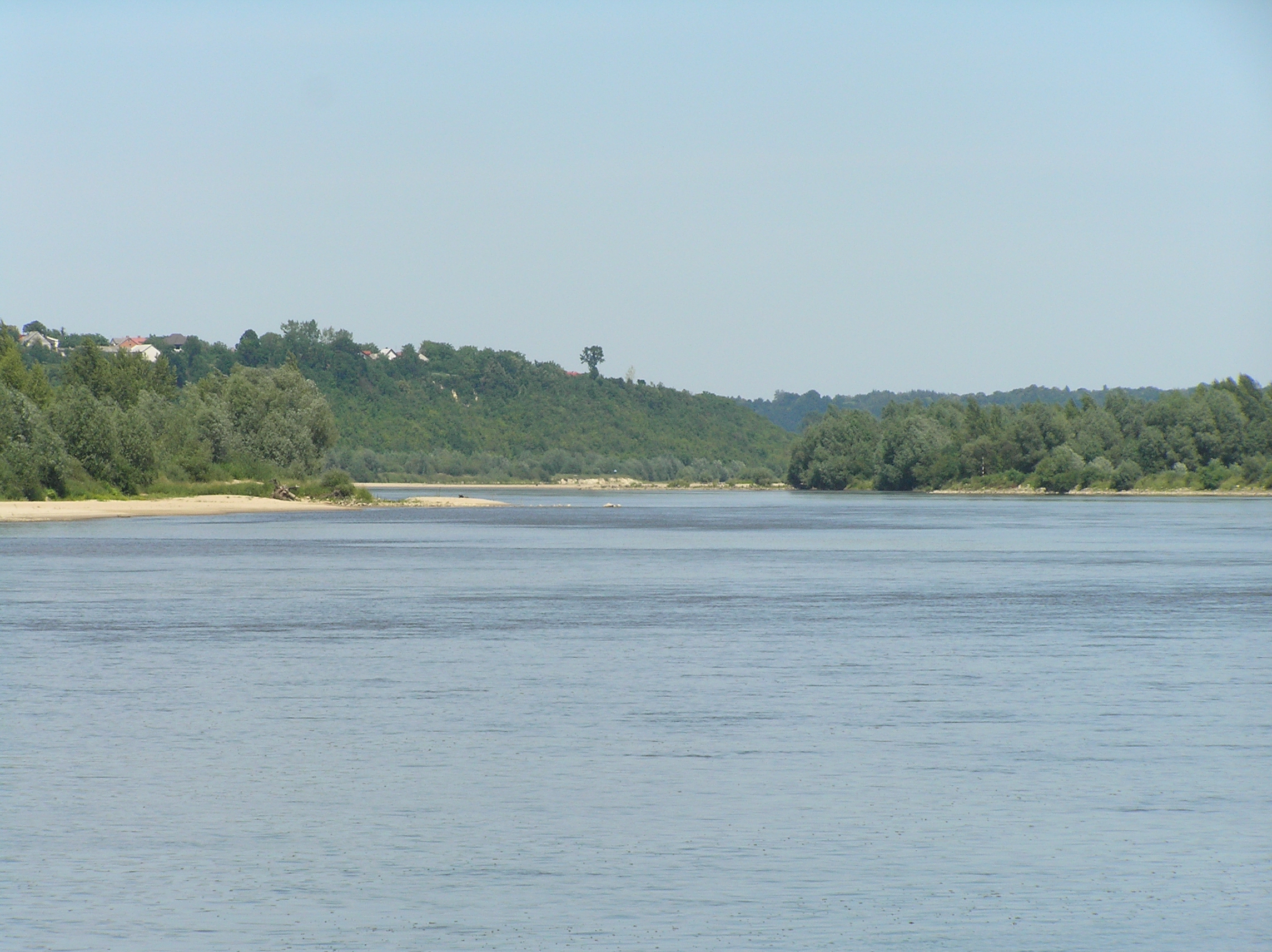
El río en Kazimierz Dolny

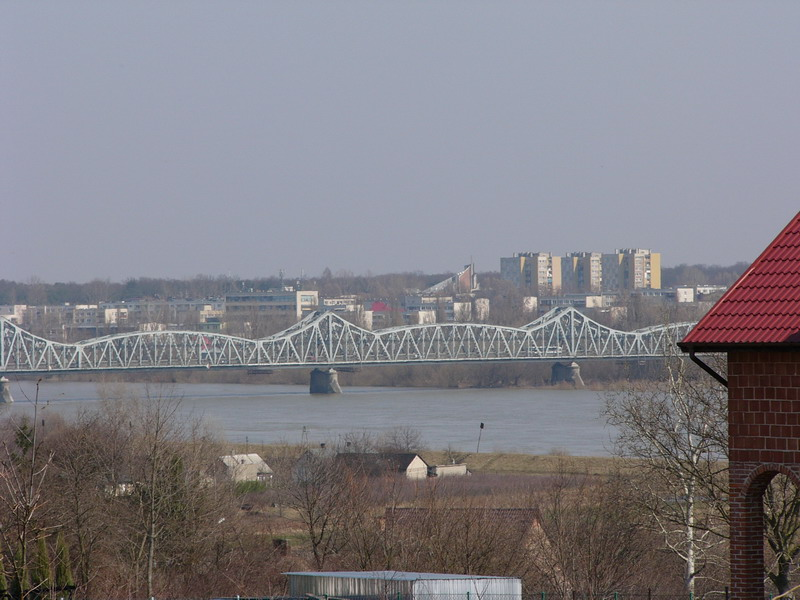
Puente en Pulawy

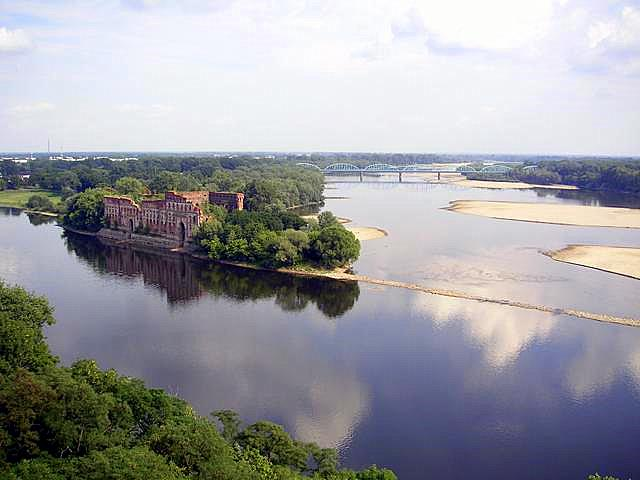
Confluencia del Narew (Bug y Narew) en Modlin. Se observan las ruinas de una granero fortaleza del.

Tras recibir al río San, el Vístula se vuelve en dirección norte. Al pasar por Zawichost (1821 hab.), pasa ser el límite, ahora entre el voivodato de Santa Cruz (O) y el de Łódź (E). Continua por Piotrowice y luego recibe por la derecha al corto río Sanna (51 km). Pasa por Basonia y Józefów nad Wisłą (1023 hab.). Su curso sigue delimitando límites, está vez entre los voivodatos de Łódź (E) y de Mazovia (O). Pasa por las pequeñas localidades de Piotrawin, Kamień (290 hab.), Kłudzie y Chotcza Dolna, donde recibe por la izquierda al río Iłżanka (77 km). Deja de ser momentáneamente límite administrativo para adentrarse en el voivodato de Łódź, pasando por Bochotnica (1069 hab.), Kazimierz Dolny (3618 hab.) y la ciudad de Pulawy (49 839 hab.), localizada en la confluencia con el corto río Kurówka. Vuelve al poco a ser el Vístula límite, esta vez entre los voivodatos de Łódź (E) y de Mazovia (O). Alcanza la pequeña ciudad de Dęblin (17 707 hab.) donde recibe por la margen derecha al río Wieprz (303 km). Entra en el voivodato de Mazovia y llega a las pequeñas localidades de Swierze Górne (1080 hab.) y Mniszew (500 hab.), donde recibe por la izquierda al río Pilica (319 km). Pasa frente a Sobienie-Jeziory (700 hab.) y Góra Kalwaria (11 130 hab.), para alcanzar después Otwock (45 044 hab.) y Okrzeszyn (120 hab.), ya en los suburbios de la capital Varsovia. La capital polaca se ha desarrollado en ambas márgenes del río, conectadas por bastantes puentes.

Puentes en Varsovia
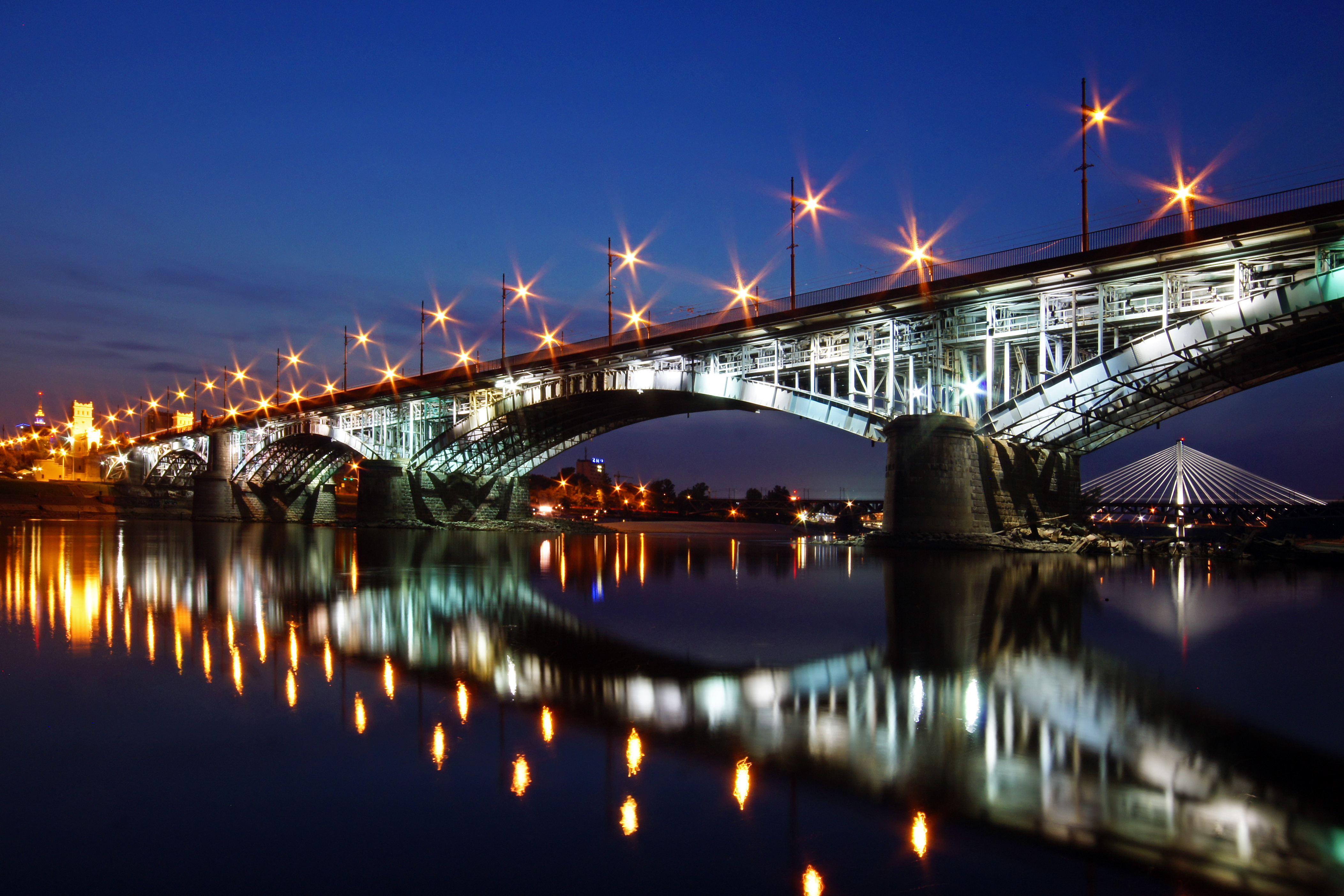
Puente Poniatowski (1914)
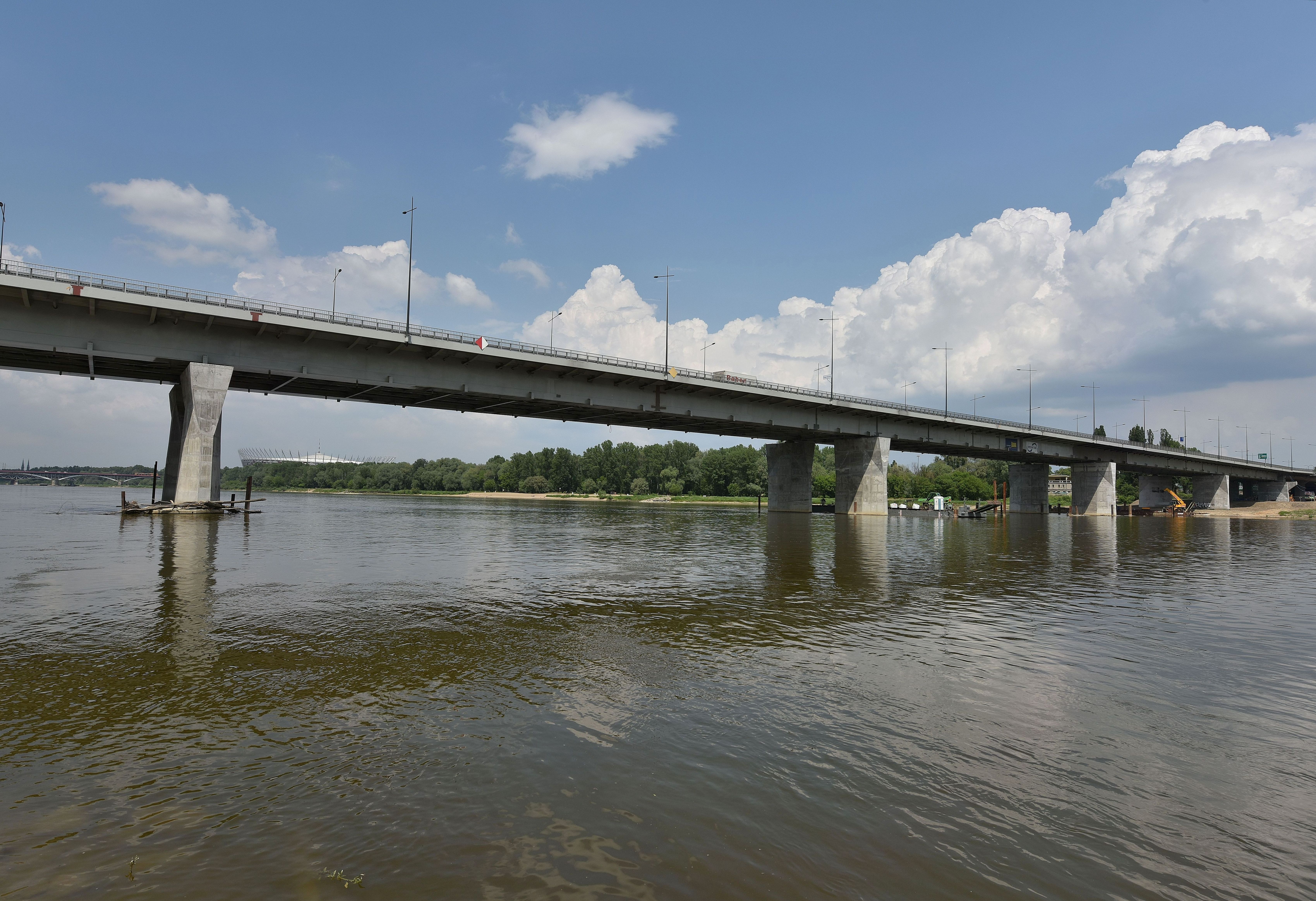
Puente Łazienkowski (1974)
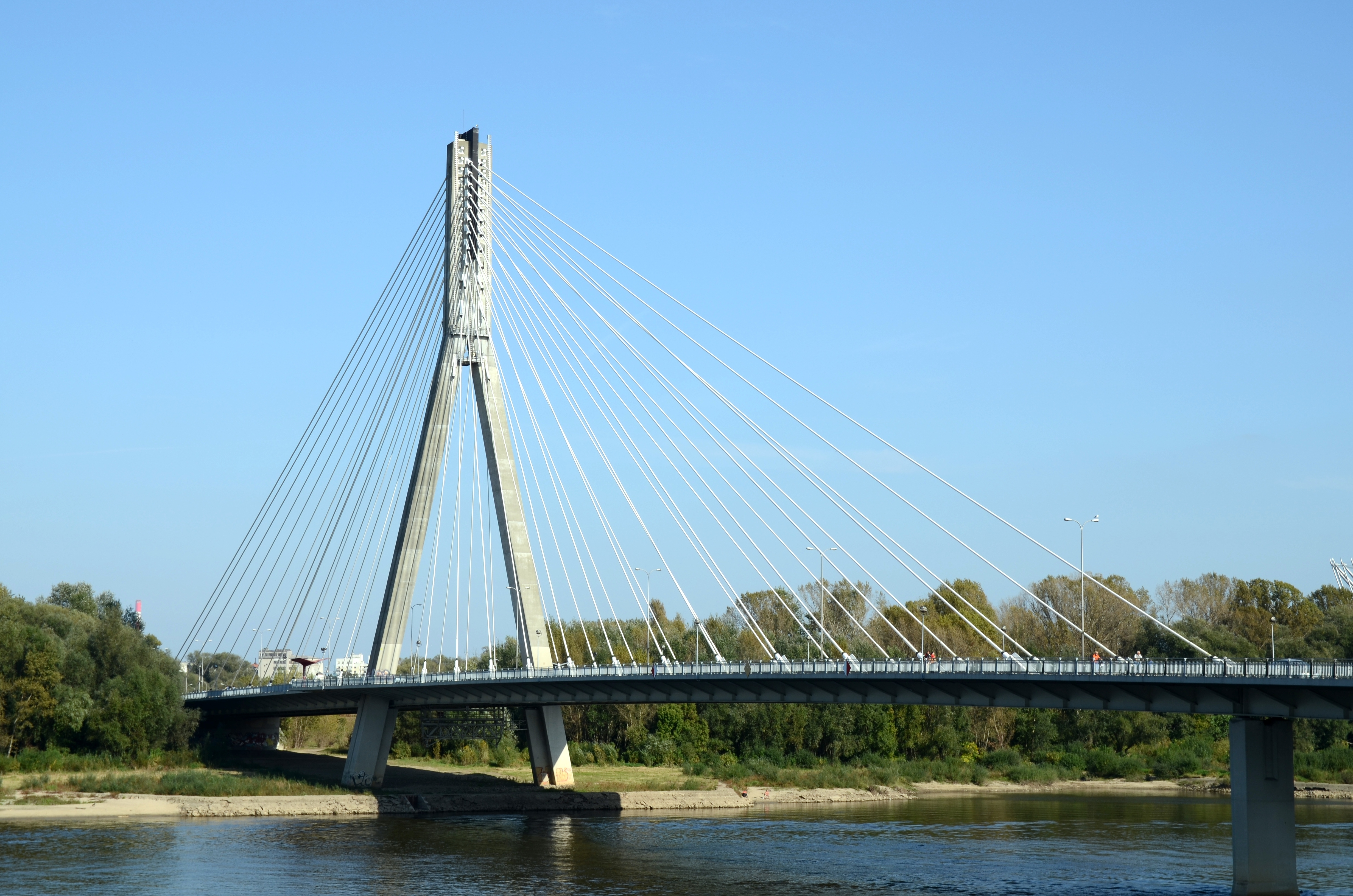
Puente Świętokrzyski (1998)
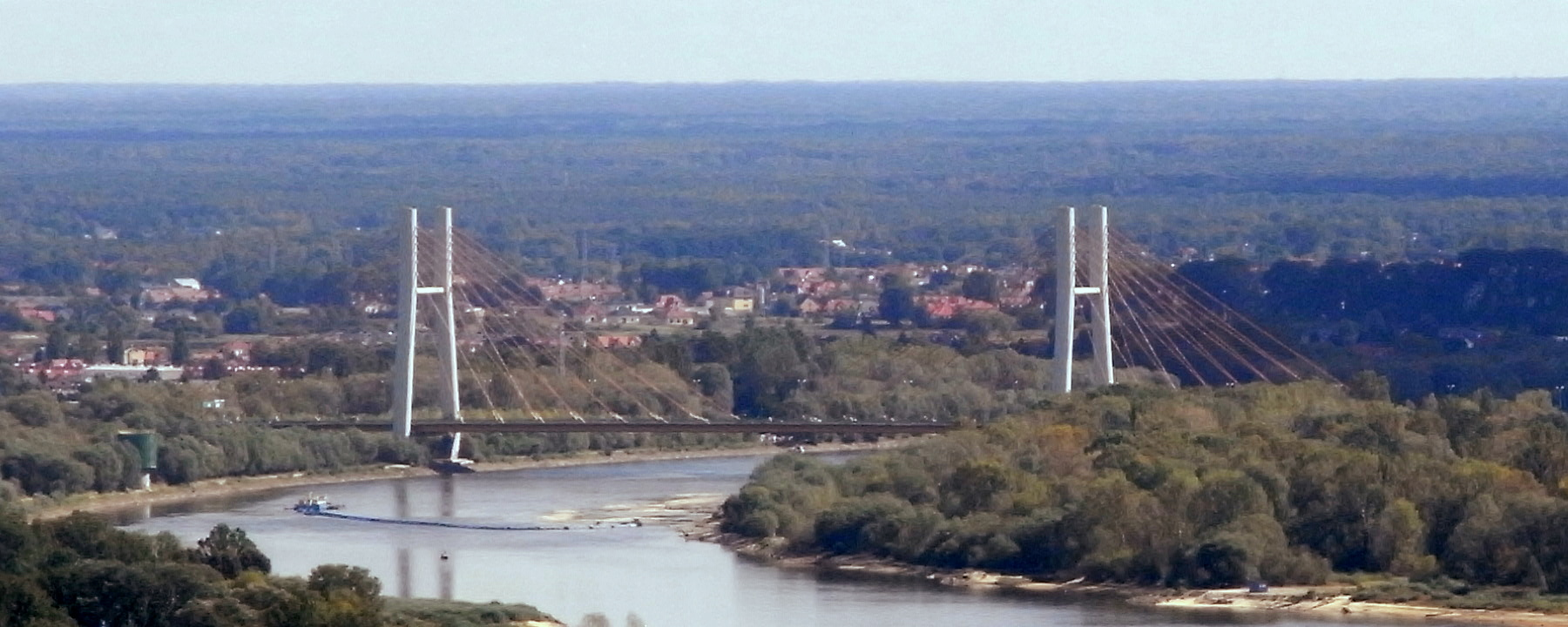
Puente Siekierki (2002)

Dejada atrás la capital el río se vuelve cada vez más en dirección NNO. Llega a la ciudad de Nowy Dwór Mazowiecki (42 452 hab.), donde recibe por la margen derecha al río Narew-Bug Occidental (796 km), su más importante afluente, en una confluencia que marca el final del curso medio.

### Curso inferior

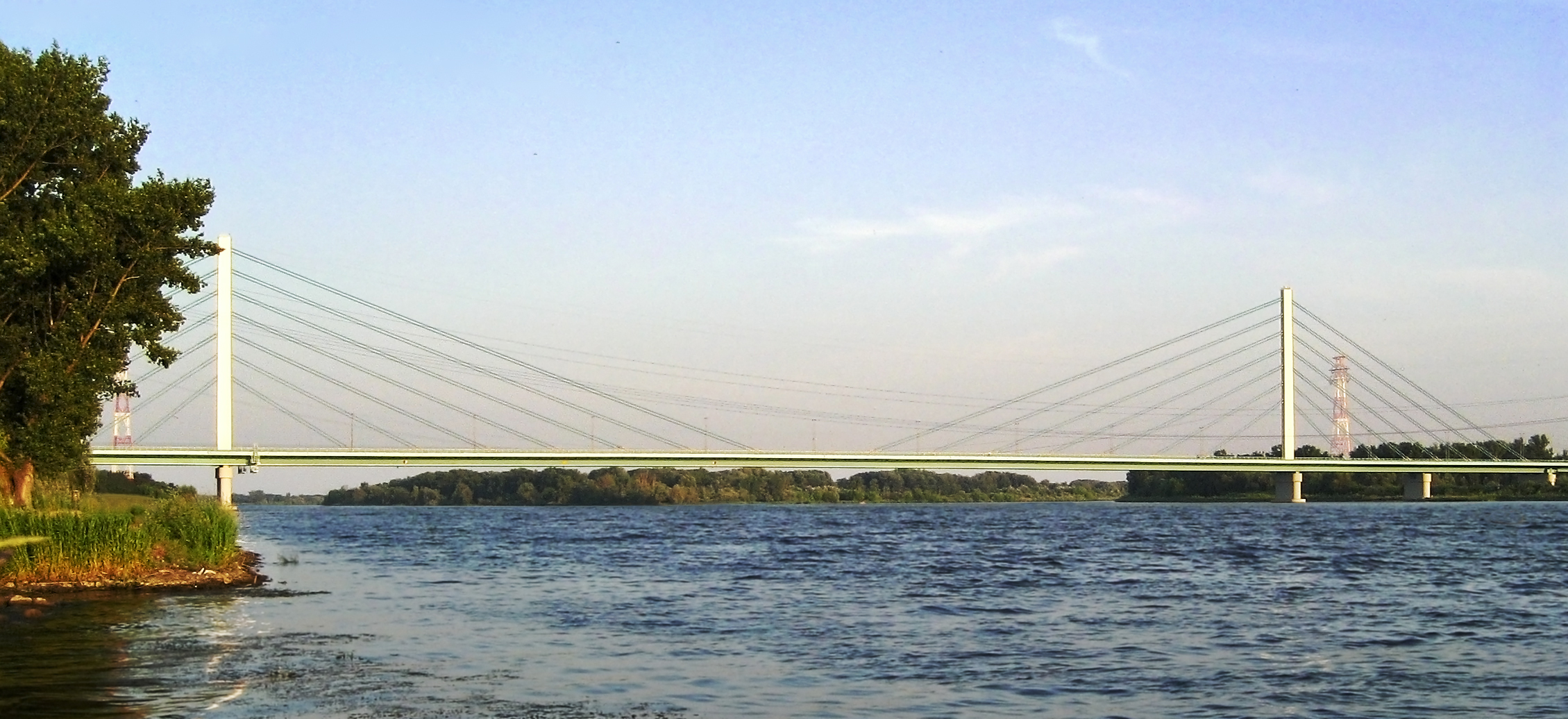
El puente Solidaridad en la ciudad de Płock (construido en 2002-2007)

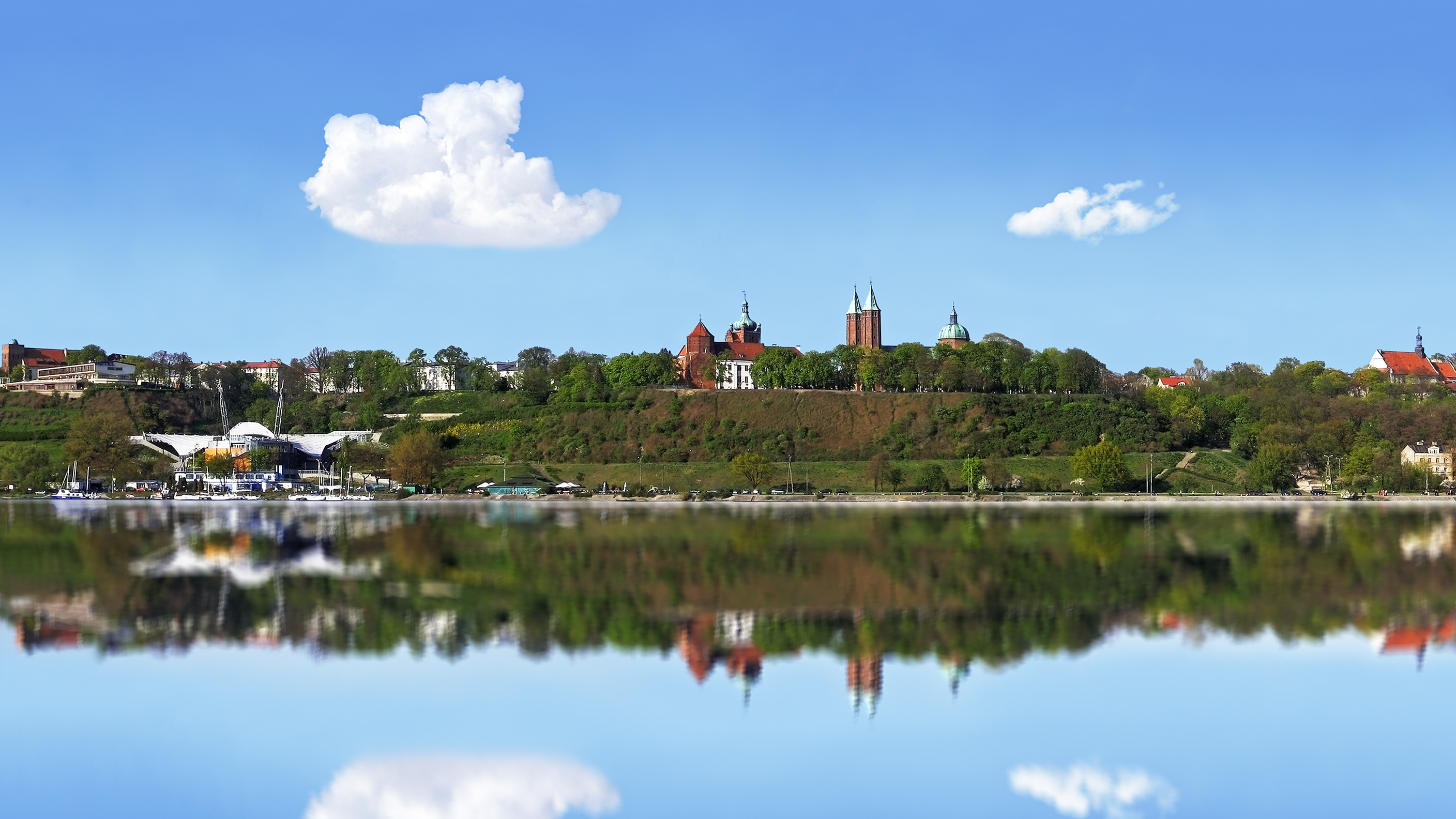
La colina Tumskie con la catedral de Plock

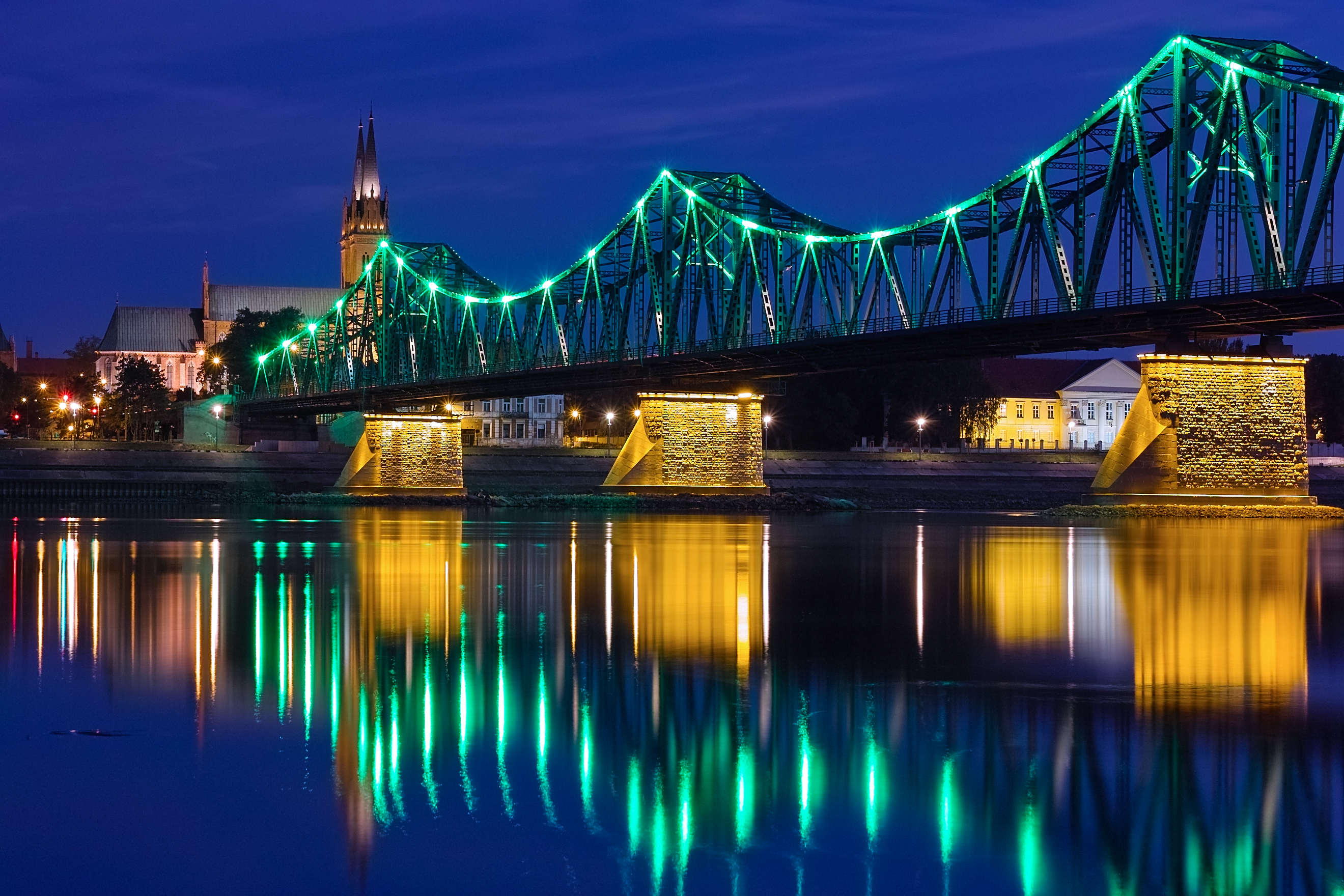
El río a su paso por la ciudad de Włocławek, con el puente iluminado y al fondo la catedral y el palacio arzobispal

El Vístula se vuelve hacia el oeste, pasando por las pequeñas localidades de Zakroczym (d), Czerwińsk nad Wisłą (d) y Wyszogród (d), donde tras recibir por la izquierda al río Bzura (166 km), que le aborda desde el sur, vuelve a dirigirse al noroeste. Llega después a la importante ciudad de Płock (127 224 hab.). Al salir de la ciudad recibe dos nuevos afluentes, con sus bocas casi enfrentados, el Linke Skrwa (izquierda, 51,7 km) y el Rechte Skrwa (derecha, 114 km). Luego su curso marca el límite septentrional del parque paisajístico Gostynińsko-Włocławski (Gostynińsko-Włocławski Park Krajobrazowy), un parque compartido entre los voivodatos de Mazovia y Cuyavia y Pomerania. El Vístula entra en Cuyavia y Pomerania y, en la orilla opuesta al parque, pasa frente a la pequeña localidad de Dobrzyń nad Wisłą (d) (2302 hab.). Llega enseguida el río a otra importante ciudad, Włocławek (119 939 hab.), capital hasta 1998 del desaparecido voivodato homónimo de Włocławek, donde recibe por la izquierda al río Zgłowiączka (79 km).
Continua su lento avance y recibe por la izquierda al río Tążyna (49,8 km), cuyo curso fue entre 1815–1918 la frontera entre Prusia y el Imperio ruso. Luego pasa frente a la pequeña localidad de Nieszawa (i) (2047 hab.), donde recibe por la derecha al río Mień (53,5 km) y Ciechocinek (i) (10 839 hab.). Tras recibir por la margen derecha a otro de sus importantes afluentes, el río Drwęca, 253 km —que entre 1231–1466 fue el límite sur del Estado monástico de los Caballeros Teutónicos y en 1815-1918 también de la frontera entre el Imperio ruso y Prusia—, llega inmediatamente a otra importante ciudad, Toruń (213 278 hab.), actual cocapital del voivodato de Cuyavia y Pomerania y desde 1997 declarada Patrimonio de la Humanidad (Ciudad medieval de Toruń).

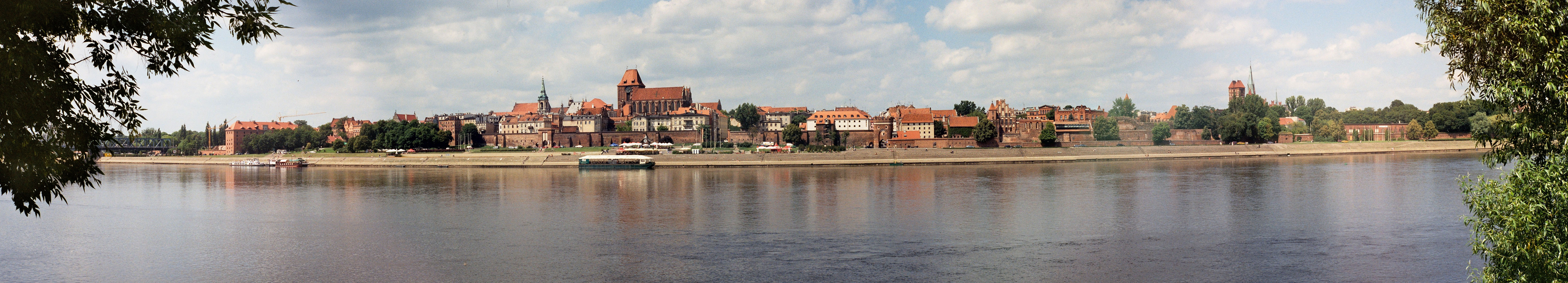
Panorámica de la Ciudad medieval de Toruń, patrimonio de la humanidad desde 1998.

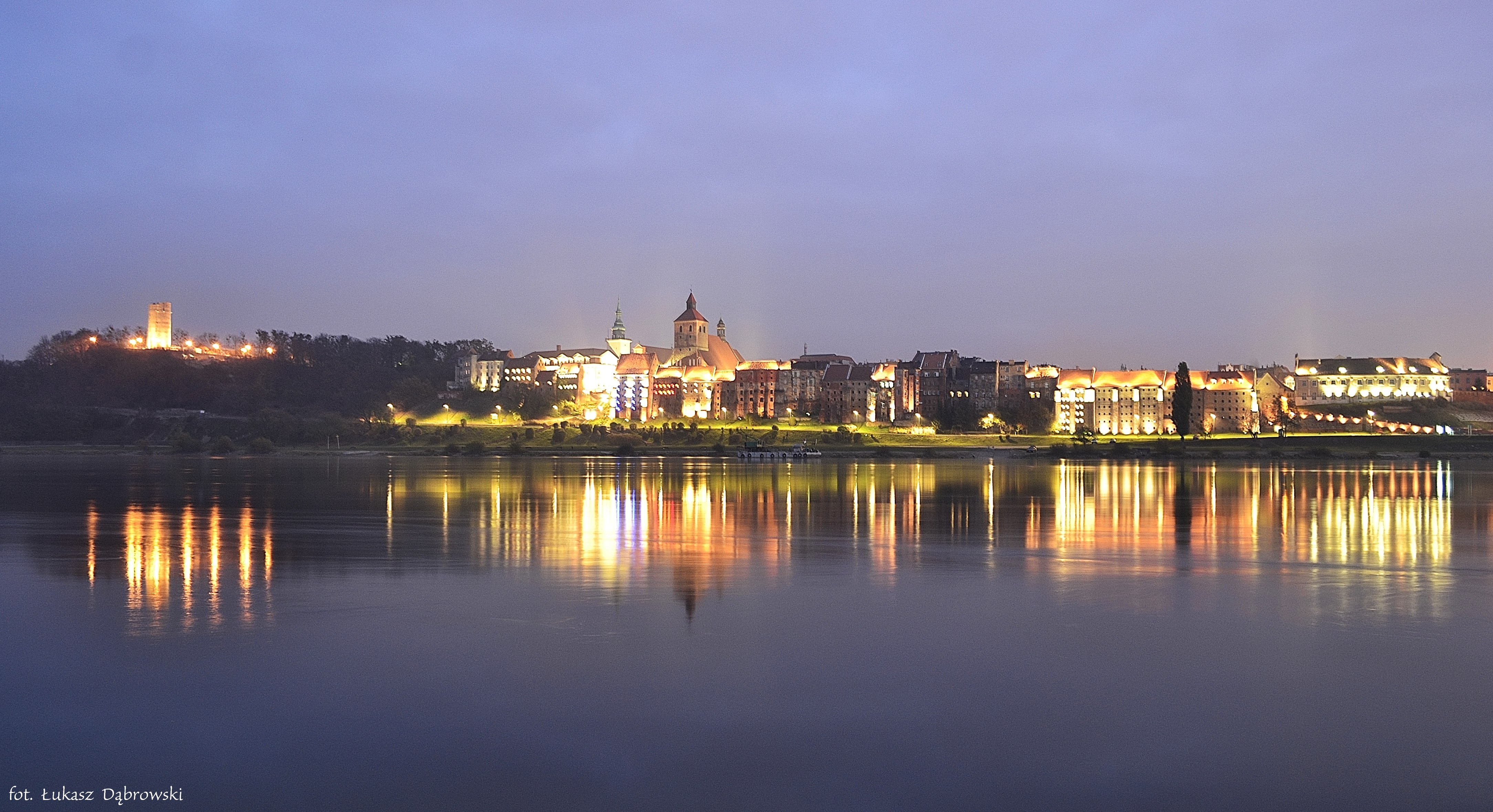
Panorámica de Grudziądz desde el río

Continua el Vístula pasando frente a la pequeña Solec Kujawski (i), para dar una gran curva al recibir por la izquierda a otro gran afluente, el Brda (238 km) y encaminarse después al noreste. En la ribera del Brda, a unos 5 km de la boca con el Vístula, está otra importante ciudad, Bydgoszcz (Bromberg) (i) (368 235 hab.), la otra cocapital de Cuyavia y Pomerania, una ciudad que fue en su origen una comunidad de pescadores que se convirtió en uno de los grandes centros de comercio en la cuenca del Vístula. La ciudad está conectada mediante el canal de Bydgoszcz —un canal de 27 km de longitud, construido en 1772-1775— con la ciudad de Nakło, que conecta con la otra cuenca principal polaca, la del río Oder.
Siguiendo con el Vístula, el río pasa al poco por la ciudad de Fordon (76 800 hab.), situada también en su ribera izquierda, ahora ya en las afueras de Bydgoszcz. Alcanza después las pequeñas ciudades de Chełmno (Kulm) (20 822 hab.) y Świecie (i) (Schwetz) (25 790 hab.), esta última localizada en la confluencia con el río Wda (Schwarzwasser), un largo afluente de 210 km que le aborda por la izquierda llegando desde el noroeste. Enseguida llega después el Vístula a Grudziądz (d) (Graudenz) (99 283 hab.), otra importante ciudad histórica a cuyas afueras recibe, por la derecha, al Osa (96 km). Luego, durante un corto tramo su curso será por última vez de nuevo límite administrativo, esta vez entre los voivodatos de Pomerania y de Cuyavia y Pomerania, en un tramo en el que está la pequeña ciudad de Nowe (i) (Neuenburg) (6238 hab.) y donde recibe, por la izquierda, al río Wierzyca (o Ferse) (112 km).

### Delta

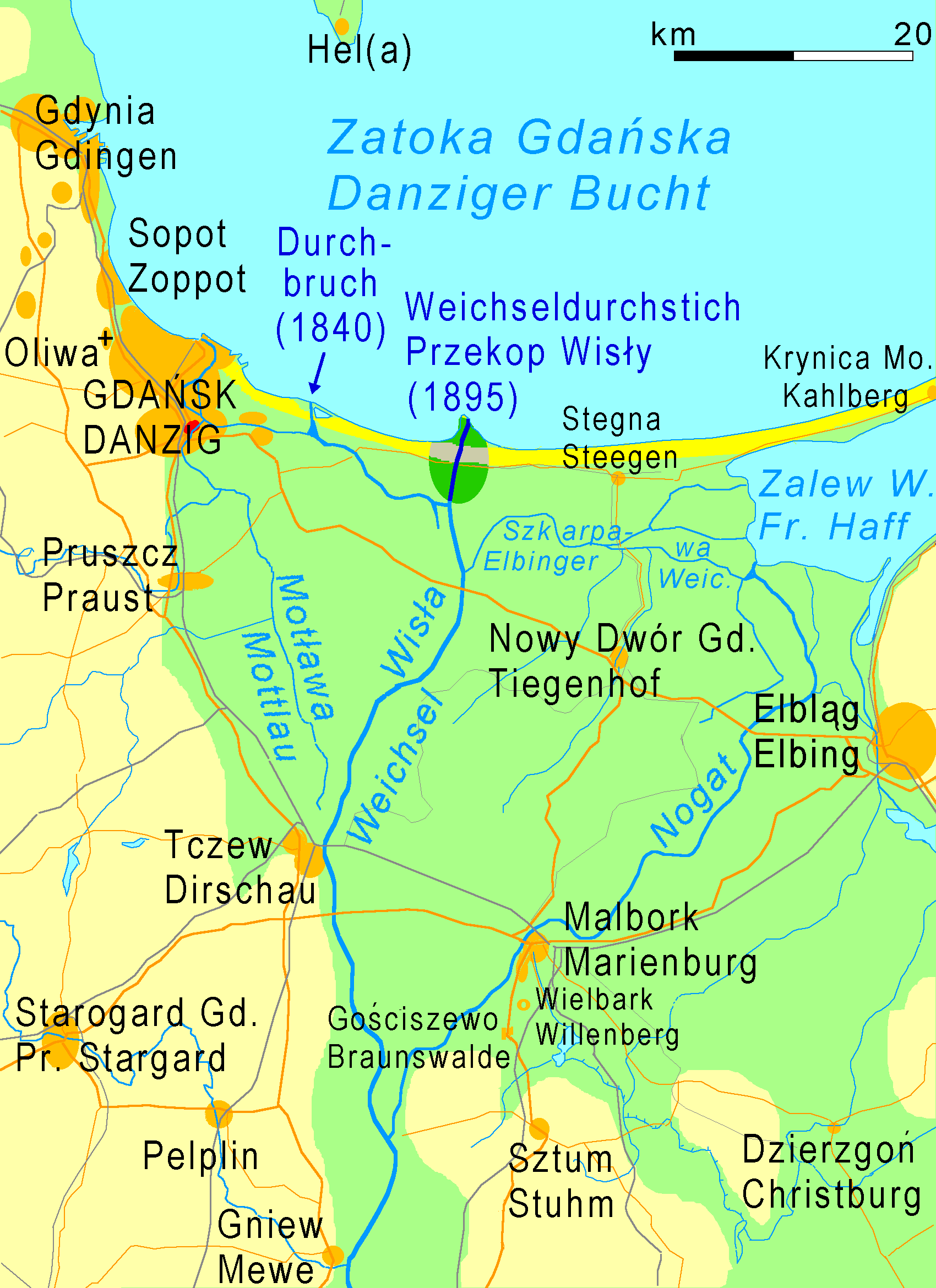
Delta con nombres polacos y alemanes, con el ramal principal canalizado (1889-1895)

Entra por último el Vístula en el voivodato de Pomerania. Tras pasar frente a Gniew (i) (Mewe) (6771 hab.), el río se divide en la pequeña localidad de Biała Góra (50 hab.), ya cerca de la desembocadura, en dos ramales entre los que deja un amplio delta, conocido como Żuławy Wiślane: el ramal de la izquierda o río Leniwka y el ramal de la derecha, el río Nogat, de 62 km de longitud, totalmente regulado para prevenir inundaciones. (En las riberas del Nogat se encuentra la ciudad de Malbork (nad Nogatem) (Marienburg) (38 747 hab.)).
El ramal principal, el Leniwka, pasa después frente a Tczew (i) (Dirschau) (60 283 hab.), la última ciudad de importancia en su curso. Justo antes de desaguar, el Leniwka ha sido canalizado para entrar directamente en la laguna del Vístula a través del ramal Szkarpawa y evitar las inundaciones que ocurrían antes en la ciudad portuaria de Danzig (Gdańsk), (460 014 hab.) en épocas de grandes crecidas. El cauce anterior, un tramo de algo más de 25 km, se ha protegido ahora mediante una esclusa que hace que esté totalmente regulado y por eso se llama ahora el Vístula Muerto (Martwa Wisła). En este corto tramo final del antiguo cauce desemboca el río Motława (Mottlau) (65 km). El Vístula Muerto se divide a su vez otra vez en la rama Przegalinie, que fluye finalmente en la bahía de Gdansk.
Hasta el siglo XIV, el Vístula se dividía en una rama principal del este, el Vístula de Elbląg, y una rama occidental más pequeña, el Vístula de Gdansk. Desde 1371 el Vístula de Gdansk era la arteria principal del río. Después de la inundación de 1840 se formó un nuevo ramal adicional, llamado el Śmiała Wisła («Vístula Negrita»). Entre 1890 y 1895 se llevaron a cabo obras de acondicionamiento hidráulico adicionales hasta el Świbna.

#### Ciudades atravesadas
Las principales localidades bañadas por el Vístula, siguéndolo aguas abajo, son las siguientes (las principales ciudades en negrita):

#### Afluentes
El Vístula tiene muchos afluentes, siendo los más importantes los que recoge la tabla siguiente, ordenada en dirección agua abajo. (Los tributarios de los afluentes, se ordenan en sentido inverso, desde la boca a la fuente).
| Ramal | Ramal | Nombre afluente              | Nombre afluente              | Nombre afluente              | Nombre afluente              | Desembocadura  | Longitud (km) | Cuenca (km²) | Caudal (m³/s) | Voivodato(s) porque discurre                         | Tramo                        | Curso    |
| -     | D     | Río Biała                    | Río Biała                    | Río Biała                    | Río Biała                    | Vístula        | 28,6          | 139          |               | Silesia                                              | Silesia                      | Superior |
| -     | D     | Río Soła                     | Río Soła                     | Río Soła                     | Río Soła                     | Vístula        | 80            | 1400         |               | Pequeña Polonia Silesia                              | Pequeña Polonia - Silesia    | Superior |
| I     | -     | Río Przemsza                 | Río Przemsza                 | Río Przemsza                 | Río Przemsza                 | Vístula        | 28            | 2121         |               | Silesia Pequeña Polonia                              | Pequeña Polonia - Silesia    | Superior |
| -     | D     | Río Skawa                    | Río Skawa                    | Río Skawa                    | Río Skawa                    | Vístula        | 96            | 1160         | 11,1          | Pequeña Polonia                                      | Pequeña Polonia              | Superior |
| -     | D     | Río Raba                     | Río Raba                     | Río Raba                     | Río Raba                     | Vístula        | 132           | 1537         |               | Pequeña Polonia                                      | Pequeña Polonia              | Superior |
| I     | -     | Río Szreniawa                | Río Szreniawa                | Río Szreniawa                | Río Szreniawa                | Vístula        | 80            | 706          |               | Pequeña Polonia                                      | Pequeña Polonia              | Superior |
| I     | -     | Río Nidzica                  | Río Nidzica                  | Río Nidzica                  | Río Nidzica                  | Vístula        | 66            | 708          | 2,3           | Pequeña Polonia Santa Cruz                           | Pequeña Polonia              | Superior |
| -     | D     | Río Dunajec                  | Río Dunajec                  | Río Dunajec                  | Río Dunajec                  | Vístula        | 247           | 6804         |               | Pequeña Polonia Eslovenia                            | Pequeña Polonia - Santa Cruz | Superior |
| -     | -     | -                            | Río Łososina                 | Río Łososina                 | Río Łososina                 | Dunajec        | 56            | 410,6        |               | Pequeña Polonia                                      | Pequeña Polonia - Santa Cruz | Superior |
| -     | -     | -                            | Río Poprad                   | Río Poprad                   | Río Poprad                   | Dunajec        | 174,2         | 2081         | 22,3          | Pequeña Polonia                                      | Pequeña Polonia - Santa Cruz | Superior |
| -     | -     | -                            | Río Biała                    | Río Biała                    | Río Biała                    | Dunajec        | 101,8         | 983,3        |               | Pequeña Polonia                                      | Pequeña Polonia - Santa Cruz | Superior |
| I     | -     | Río Nida                     | Río Nida                     | Río Nida                     | Río Nida                     | Vístula        | 151           | 3865         |               | Santa Cruz                                           | Pequeña Polonia - Santa Cruz | Superior |
| -     | -     | -                            | Río Mierzawa                 | Río Mierzawa                 | Río Mierzawa                 | Nida           | 64,18         | 563,6        |               | Santa Cruz                                           | Pequeña Polonia - Santa Cruz | Superior |
| I     | -     | Czarna Staszowska            | Czarna Staszowska            | Czarna Staszowska            | Czarna Staszowska            | Vístula        | 61            | 1358         |               | Santa Cruz                                           | Santa Cruz - Subcarpacia     | Superior |
| -     | D     | Río Breń                     | Río Breń                     | Río Breń                     | Río Breń                     | Vístula        | 52            |              |               | Pequeña Polonia Subcarpacia                          | Santa Cruz - Subcarpacia     | Superior |
| I     | -     | Río Wschodnia                | Río Wschodnia                | Río Wschodnia                | Río Wschodnia                | Vístula        | 48,5          |              |               | Santa Cruz                                           | Santa Cruz - Subcarpacia     | Superior |
| -     | D     | Río Wisłoka                  | Río Wisłoka                  | Río Wisłoka                  | Río Wisłoka                  | Vístula        | 164           | 4110         |               | Subcarpacia                                          | Santa Cruz - Subcarpacia     | Superior |
| -     | -     | -                            | Río Ropa (Wisłoka)           | Río Ropa (Wisłoka)           | Río Ropa (Wisłoka)           | Wisłoka        | 78,7          | 974,1        |               | Pequeña Polonia Subcarpacia                          | Santa Cruz - Subcarpacia     | Superior |
| I     | -     | Río Koprzywianka             | Río Koprzywianka             | Río Koprzywianka             | Río Koprzywianka             | Vístula        | 66            | 707          |               | Santa Cruz                                           | Santa Cruz - Subcarpacia     | Superior |
| -     | D     | Río Trześniówka              | Río Trześniówka              | Río Trześniówka              | Río Trześniówka              | Vístula        | 56,9          | 569,6        |               | Santa Cruz Subcarpacia                               | Santa Cruz - Subcarpacia     | Superior |
| -     | D     | Río Łęg                      | Río Łęg                      | Río Łęg                      | Río Łęg                      | Vístula        | 81            | 960          |               | Subcarpacia                                          | Santa Cruz - Subcarpacia     | Superior |
| -     | D     | Río San                      | Río San                      | Río San                      | Río San                      | Vístula        | 433           | 16 861       | 210           | Subcarpacia · Ucrania                                | Santa Cruz - Subcarpacia     | Medio    |
| -     | -     | -                            | Río Osława                   | Río Osława                   | Río Osława                   | San            | 64,8          | 504,4        |               | Subcarpacia                                          | Santa Cruz - Subcarpacia     | Medio    |
| -     | -     | -                            | Río Wisłok                   | Río Wisłok                   | Río Wisłok                   | San            | 205           | 3528         |               | Subcarpacia                                          | Santa Cruz - Subcarpacia     | Medio    |
| -     | -     | -                            | Río Wiar                     | Río Wiar                     | Río Wiar                     | San            | 70,4          | 798,2        |               | Subcarpacia                                          | Santa Cruz - Subcarpacia     | Medio    |
| -     | -     | -                            | Río Wisznia                  | Río Wisznia                  | Río Wisznia                  | San            | 78            | 1200         |               | Subcarpacia                                          | Santa Cruz - Subcarpacia     | Medio    |
| -     | -     | -                            | Río Szkło                    | Río Szkło                    | Río Szkło                    | San            | 75            | 596          |               | Subcarpacia                                          | Santa Cruz - Subcarpacia     | Medio    |
| -     | -     | -                            | Río Lubaczówka               | Río Lubaczówka               | Río Lubaczówka               | San            | 88,2          | 1129         |               | Subcarpacia · Ucrania                                | Santa Cruz - Subcarpacia     | Medio    |
| -     | -     | -                            | Río Tanew                    | Río Tanew                    | Río Tanew                    | San            | 113           | 2339         |               | Subcarpacia                                          | Santa Cruz - Subcarpacia     | Medio    |
| -     | -     | -                            | Río Bukowa                   | Río Bukowa                   | Río Bukowa                   | San            | 52            | 662          |               | Subcarpacia                                          | Santa Cruz - Subcarpacia     | Medio    |
| I     | -     | Río Opatówka                 | Río Opatówka                 | Río Opatówka                 | Río Opatówka                 | Vístula        | 51,5          | 282          |               | Santa Cruz                                           | Santa Cruz - Subcarpacia     | Medio    |
| -     | D     | Río Sanna                    | Río Sanna                    | Río Sanna                    | Río Sanna                    | Vístula        | 51            | 606          |               | Lublin Subcarpacia                                   | Mazovia - Lublin             | Medio    |
| I     | -     | Río Kamienna                 | Río Kamienna                 | Río Kamienna                 | Río Kamienna                 | Vístula        | 138           | 2007,9       |               | Mazovia Santa Cruz                                   | Mazovia - Lublin             | Medio    |
| I     | -     | Río Iłżanka                  | Río Iłżanka                  | Río Iłżanka                  | Río Iłżanka                  | Vístula        | 77            | 1127         |               | Mazovia                                              | Mazovia - Lublin             | Medio    |
| -     | D     | Río Wieprz                   | Río Wieprz                   | Río Wieprz                   | Río Wieprz                   | Vístula        | 303           | 10 400       |               | Lublin                                               | Mazovia - Lublin             | Medio    |
| -     | -     | -                            | Río Tyśmienica               | Río Tyśmienica               | Río Tyśmienica               | Wieprz         | 75            | 2689         |               | Lublin                                               | Mazovia - Lublin             | Medio    |
| -     | -     | -                            | Río Bystrzyca (Wieprz)       | Río Bystrzyca (Wieprz)       | Río Bystrzyca (Wieprz)       | Wieprz         | 70,3          | 1320,7       |               | Lublin                                               | Mazovia - Lublin             | Medio    |
| I     | -     | Río Radomka                  | Río Radomka                  | Río Radomka                  | Río Radomka                  | Vístula        | 100           | 2000         |               | Mazovia                                              | Mazovia                      | Medio    |
| I     | -     | Río Pilica                   | Río Pilica                   | Río Pilica                   | Río Pilica                   | Vístula        | 319           | 9245         |               | Mazovia Silesia                                      | Mazovia                      | Medio    |
| -     | -     | -                            | Río Czarna Konecka           | Río Czarna Konecka           | Río Czarna Konecka           | Pilica         | 85            |              |               |                                                      | Mazovia                      | Medio    |
| -     | -     | -                            | Río Drzewiczka               | Río Drzewiczka               | Río Drzewiczka               | Pilica         | 81,3          |              |               |                                                      | Mazovia                      | Medio    |
| -     | -     | -                            | Río Wolbórka                 | Río Wolbórka                 | Río Wolbórka                 | Pilica         | 48,8          |              |               |                                                      | Mazovia                      | Medio    |
| -     | -     | -                            | Río Luciąża                  | Río Luciąża                  | Río Luciąża                  | Pilica         | 48,7          |              |               |                                                      | Mazovia                      | Medio    |
| -     | D     | Río Wilga                    | Río Wilga                    | Río Wilga                    | Río Wilga                    | Vístula        | 67            | 569          |               | Mazovia Lublin                                       | Mazovia                      | Medio    |
| -     | D     | Río Świder                   | Río Świder                   | Río Świder                   | Río Świder                   | Vístula        | 89,1          | 1161,5       |               | Mazovia Lublin                                       | Mazovia                      | Medio    |
| -     | D     | Río Narew                    | Río Narew                    | Río Narew                    | Río Narew                    | Vístula        | 484           | 75 200       | 328           | Mazovia Podlaquia                                    | Mazovia                      | Bajo     |
| -     | -     | -                            | Río Wkra                     | Río Wkra                     | Río Wkra                     | Vístula        | 249           | 5322         |               | Mazovia Varmia y Masuria                             | Mazovia                      | Bajo     |
| -     | -     | -                            | -                            | Río Łydynia                  | Río Łydynia                  | Wkra           | 72            | 698          |               | Mazovia                                              | Mazovia                      | Bajo     |
| -     | -     | -                            | -                            | Río Sona                     | Río Sona                     | Wkra           | 73            | 536,5        |               | Mazovia                                              | Mazovia                      | Bajo     |
| -     | -     | -                            | -                            | Río Raciążnica               | Río Raciążnica               | Wkra           | 56,9          |              |               | Mazovia                                              | Mazovia                      | Bajo     |
| -     | -     | -                            | Río Rządza                   | Río Rządza                   | Río Rządza                   | Vístula        | 56            |              |               | Mazovia                                              | Mazovia                      | Bajo     |
| -     | -     | -                            | Río Bug Occidental           | Río Bug Occidental           | Río Bug Occidental           | Vístula        | 772           | 39 420       | 157           | Lublin · Mazovia · Podlaquia · Ucrania · Bielorrusia | Mazovia                      | Bajo     |
| -     | -     | -                            | -                            | Río Poltva                   | Río Poltva                   | Bug Occidental | 70            | 1440         |               | Ucrania                                              | Mazovia                      | Bajo     |
| -     | -     | -                            | -                            | Río Sołokija                 | Río Sołokija                 | Bug Occidental | 71            | 939          |               | Lublin · Ucrania                                     | Mazovia                      | Bajo     |
| -     | -     | -                            | -                            | Río Huczwa                   | Río Huczwa                   | Bug Occidental | 79            | 1394         |               | Lublin                                               | Mazovia                      | Bajo     |
| -     | -     | -                            | -                            | Río Krzna                    | Río Krzna                    | Bug Occidental | 120           | 3353         | 10,5          | Podlaquia Lublin                                     | Mazovia                      | Bajo     |
| -     | -     | -                            | -                            | Río Liwiec                   | Río Liwiec                   | Bug Occidental | 142           | 2780         | 10,5          | Mazovia Podlaquia                                    | Mazovia                      | Bajo     |
| -     | -     | -                            | -                            | Río Ług                      | Río Ług                      | Bug Occidental | 93            | 1348         |               | [[Polonia\|]]                                        | Mazovia                      | Bajo     |
| -     | -     | -                            | -                            | Río Muchawiec                | Río Muchawiec                | Bug Occidental | 150           | 6350         | 33,6          | [[Polonia\|]] · Bielorrusia                          | Mazovia                      | Bajo     |
| -     | -     | -                            | -                            | Río Leśna                    | Río Leśna                    | Bug Occidental | 85            | 2650         | 13            | [[Polonia\|]] · Bielorrusia                          | Mazovia                      | Bajo     |
| -     | -     | -                            | -                            | Río Nurzec                   | Río Nurzec                   | Bug Occidental | 100,2         | 2102         |               | Podlaquia                                            | Mazovia                      | Bajo     |
| -     | -     | -                            | -                            | Río Brok                     | Río Brok                     | Bug Occidental | 73            | 811          | 2             | Podlaquia                                            | Mazovia                      | Bajo     |
| -     | -     | -                            | Río Pełta                    | Río Pełta                    | Río Pełta                    | Narew          | 50,7          | 368,7        |               |                                                      | Mazovia                      | Bajo     |
| -     | -     | -                            | Río Orzyc                    | Río Orzyc                    | Río Orzyc                    | Narew          | 146           | 2077         |               | Mazovia Varmia y Masuria                             | Mazovia                      | Bajo     |
| -     | -     | -                            | Río Wymakracz                | Río Wymakracz                | Río Wymakracz                | Narew          | 48            |              |               | Mazovia                                              | Mazovia                      | Bajo     |
| -     | -     | -                            | Río Orz                      | Río Orz                      | Río Orz                      | Narew          | 54,3          | 609          |               | Mazovia Podlaquia                                    | Mazovia                      | Bajo     |
| -     | -     | -                            | Río Omulew                   | Río Omulew                   | Río Omulew                   | Narew          | 114           | 493          |               | Mazovia Varmia y Masuria                             | Mazovia                      | Bajo     |
| -     | -     | -                            | Río Rozoga                   | Río Rozoga                   | Río Rozoga                   | Narew          | 82            | 493          |               | Mazovia Varmia y Masuria                             | Mazovia                      | Bajo     |
| -     | -     | -                            | Río Szkwa                    | Río Szkwa                    | Río Szkwa                    | Narew          | 103           | 483          |               | Mazovia Varmia y Masuria                             | Mazovia                      | Bajo     |
| -     | -     | -                            | Río Pisa                     | Río Pisa                     | Río Pisa                     | Narew          | 80,4          | 4500         |               | Varmia y Masuria                                     | Mazovia                      | Bajo     |
| -     | -     | -                            | Río Biebrza                  | Río Biebrza                  | Río Biebrza                  | Narew          | 155           | 7057         | 34,9          | Podlaquia                                            | Mazovia                      | Bajo     |
| -     | -     | -                            | -                            | Río Lega                     | Río Lega                     | Biebrza        | 157           | 1016         |               | Varmia y Masuria                                     | Mazovia                      | Bajo     |
| -     | -     | -                            | Río Supraśl                  | Río Supraśl                  | Río Supraśl                  | Narew          | 93,8          | 1844,4       |               | Podlaquia                                            | Mazovia                      | Bajo     |
| -     | -     | -                            | -                            | Río Sokołda                  | Río Sokołda                  | Supraśl        | 57,5          | 464          |               | Podlaquia                                            | Mazovia                      | Bajo     |
| -     | -     | -                            | RíoTurośnianka               | RíoTurośnianka               | RíoTurośnianka               | Narew          | 68            |              |               | Podlaquia                                            | Mazovia                      | Bajo     |
| -     | -     | -                            | Río Orlanka                  | Río Orlanka                  | Río Orlanka                  | Narew          | 52,5          | 520          |               | Podlaquia                                            | Mazovia                      | Bajo     |
| -     | -     | -                            | Río Narewka                  | Río Narewka                  | Río Narewka                  | Narew          | 61,1          | 711          |               | Podlaquia · Bielorrusia                              | Mazovia                      | Bajo     |
| I     | -     | Río Bzura                    | Río Bzura                    | Río Bzura                    | Río Bzura                    | Vístula        | 166           | 7660         |               | Mazovia Łódź                                         | Mazovia                      | Bajo     |
| -     | -     | -                            | Río Rawka                    | Río Rawka                    | Río Rawka                    | Bzura          | 97            | 1192         |               | Łódź                                                 | Mazovia                      | Bajo     |
| I     | -     | Skrwa Lewa (Skrwa izquierdo) | Skrwa Lewa (Skrwa izquierdo) | Skrwa Lewa (Skrwa izquierdo) | Skrwa Lewa (Skrwa izquierdo) | Vístula        | 51,7          | area         |               | Mazovia                                              | Mazovia                      | Bajo     |
| -     | D     | Skrwa Prawa (Skrwa derecho)  | Skrwa Prawa (Skrwa derecho)  | Skrwa Prawa (Skrwa derecho)  | Skrwa Prawa (Skrwa derecho)  | Vístula        | 114           | 1704         |               | Mazovia                                              | Mazovia                      | Bajo     |
| I     | -     | Río Zgłowiączka              | Río Zgłowiączka              | Río Zgłowiączka              | Río Zgłowiączka              | Vístula        | 79            | 1495,6       |               | Cuyavia y Pomerania                                  | Cuyavia y Pomerania          | Bajo     |
| -     | D     | Río Mień                     | Río Mień                     | Río Mień                     | Río Mień                     | Vístula        | 53,5          | area         |               | Cuyavia y Pomerania Mazovia                          | Cuyavia y Pomerania          | Bajo     |
| I     | -     | Río Tążyna                   | Río Tążyna                   | Río Tążyna                   | Río Tążyna                   | Vístula        | 49,8          | area         |               | Cuyavia y Pomerania                                  | Cuyavia y Pomerania          | Bajo     |
| -     | D     | Río Drwęca                   | Río Drwęca                   | Río Drwęca                   | Río Drwęca                   | Vístula        | 253           | area         |               | Cuyavia y Pomerania Varmia y Masuria                 | Cuyavia y Pomerania          | Bajo     |
| -     | -     | -                            | Río Wel                      | Río Wel                      | Río Wel                      | Drwęca         | 118           | 822          |               | Varmia y Masuria                                     | Cuyavia y Pomerania          | Bajo     |
| I     | -     | Río Brda                     | Río Brda                     | Río Brda                     | Río Brda                     | Vístula        | 238           | 4634         | 238           | Cuyavia y Pomerania Pomerania                        | Cuyavia y Pomerania          | Bajo     |
| I     | -     | Río Wda (Schwarzwasser)      | Río Wda (Schwarzwasser)      | Río Wda (Schwarzwasser)      | Río Wda (Schwarzwasser)      | Vístula        | 210           | 2345         | 17            | Cuyavia y Pomerania Pomerania                        | Cuyavia y Pomerania          | Bajo     |
| -     | D     | Río Osa                      | Río Osa                      | Río Osa                      | Río Osa                      | Vístula        | 96            | 1600         | 5             | Cuyavia y Pomerania                                  | Cuyavia y Pomerania          | Bajo     |
| I     | -     | Río Wierzyca (Ferse)         | Río Wierzyca (Ferse)         | Río Wierzyca (Ferse)         | Río Wierzyca (Ferse)         | Vístula        | 112           | 1600         |               | Pomerania                                            | Cuyavia y Pomerania          | Bajo     |
| I     | -     | Río Motława                  | Río Motława                  | Río Motława                  | Río Motława                  | Vístula        | 65            | 1511,3       |               | Pomerania                                            | Cuyavia y Pomerania          | Bajo     |
| -     | -     | -                            | Río Radunia                  | Río Radunia                  | Río Radunia                  | Motława        | 103           | 837          |               | Pomerania                                            | Cuyavia y Pomerania          | Bajo     |

### Conexiones de canales
- Narew – Biebrza – Augustów-Kanal (Kanał Augustowski, Schifffahrt eingestellt) – Czarna Hańcza – Njemen (Memel)
- Narew – Bug Occidental – Dnepr-Bug-Kanal – Dnepr
- Zgłowiączka – Kanał Bachorze (historische lokale Bedeutung, heute Kanurevier) – Gopło-See (s.u.)
- Brda – Bromberger Kanal (Kanał Bydgoski) – Netze (Noteć) – Warthe (Warta) – Oder
  - Brda – Bromberger Kanal (Kanał Bydgoski) – Kanał Notecki (Netzekanal, benutzt auf großen Teilen seiner Strecke das Bett der Netze, Schifffahrt eingestellt) – Gopło-See – Ślesiński-Kanal (Kanał Ślesiński oder Kanał Warta-Gopło) (touristische Schifffahrt) – obere Warthe (Warta)
- Nogat – Jagiellonenkanal (Kanał Jagielloński) – Elbląg (Fluss) – Oberländischer Kanal (Kanał [Ostródzko-] Elbląski, touristische Schifffahrt) – Stadt Ostróda

## Hidrología
El aspecto muy plano de las comarcas que atraviesa explica que el Vístula a veces cause inundaciones catastróficas, por ejemplo, en 1813, 1888, 1934 y 1960.
El caudal anual o módulo del Vístula es 248 m³/s para una cuenca drenada de área de influencia de 23 901 km² en Szczucin, de 561 m³/s para una cuenca de 84 857 km² en Varsovia y de 1042 m³/s para una cuenca de 194 376 km² en Tczew, a 64 km de su desembocadura. El caudal medio mensual del río no tiene fluctuaciones estacionales significativas.
El régimen de precipitaciones varía aproximadamente en dos veces en Tczew, con un caudal máximo de 1879 m³/s en abril, cuando la nieve se derrite, y un caudal mínimo de 733 m³/s en septiembre (en Tczew el caudal del río ha sido observado durante 94 años, 1900-1994).
| Caudal medio mensual del Vístula en la estación de Tczew (en m³/s. Datos calculados en el período de 94 años, 1900-1994) |
| |

## Navegación
El Vístula es navegable desde el mar Báltico hasta la ciudad de Bydgoszcz (donde conecta con el canal de Bydgoszcz). El Vístula puede acomodar modestas embarcaciones fluviales CEMT Clase II. Río arriba la profundidad disminuye. A pesar de que se llevó a cabo un proyecto para aumentar la capacidad de transporte fluvial aguas arriba de Varsovia mediante la construcción de una serie de esclusas en, y en los alrededores de, Cracovia, el proyecto no se extendió más allá, de manera que la navegabilidad del Vístula sigue siendo limitada. El potencial del río aumentaría considerablemente si se considerase una restauración de la conexión este-oeste a través de los cursos de agua del Narew–Bug Occidental–Mujovets–Prípiat–Dnieper. La importancia económica cambiante de algunas partes de Europa puede hacer que esta opción sea más probable.